# CONCACAF Nations League 2019–21/Liga B
Die Liga B der CONCACAF Nations League 2019–21 (geplant als 2019/20) war die erste Austragung der zweithöchsten Division innerhalb dieses Wettbewerbs. Sie begann am 5. September 2019 mit den ersten und endete am 19. November 2019 mit den letzten Gruppenspielen.
In der Liga B spielten 16 Mannschaften in vier Vierergruppen. Die vier Gruppensieger El Salvador, Grenada, Jamaika sowie Suriname stiegen für die nächste Austragung in die Liga A auf, die vier Gruppenletzten Aruba, Dominica, St. Kitts und Nevis sowie St. Lucia stiegen für die nächste Austragung in die Liga C ab.

## Gruppe 1
| Pl. | Land                | Sp. | S | U | N | Tore    | Diff. | Punkte |
| --- | ------------------- | --- | - | - | - | ------- | ----- | ------ |
| 1.  | Grenada             | 6   | 4 | 2 | 0 | 008:400 | +4    | 14     |
| 2.  | Französisch-Guayana | 6   | 2 | 2 | 2 | 008:600 | +2    | 08     |
| 3.  | Belize              | 6   | 2 | 0 | 4 | 006:120 | −6    | 06     |
| 4.  | St. Kitts und Nevis | 6   | 1 | 2 | 3 | 008:800 | ±0    | 05     |

### Grenada – St. Kitts und Nevis 2:1 (1:0)
| Grenada                                                                                                   | Grenada | St. Kitts und Nevis | St. Kitts und Nevis |
| --- | --- | --- | ------------------- |
| Grenada                                                                                                   | \| 1. Spieltag \| \| 5. September 2019 um 18:00 Uhr (6. September um 0:00 Uhr MESZ) in St. George’s (Grenada National Stadium) \| \| Schiedsrichter: Kevin Morrison ( Jamaika) \| \| Spielbericht \|                                                                              | \| 1. Spieltag \| \| 5. September 2019 um 18:00 Uhr (6. September um 0:00 Uhr MESZ) in St. George’s (Grenada National Stadium) \| \| Schiedsrichter: Kevin Morrison ( Jamaika) \| \| Spielbericht \|                                                                       | St. Kitts und Nevis |
| Grenada                                                                                                   | Jason Belfon – Tyrone Sterling, Omar Beckles, Aaron Pierre , Kraig Noel-McLeod – Alexander McQueen (77. Jamal Charles), Kwazim Theodore (74. Steffon Abraham), A. J. Paterson, Ricky Modeste – Kairo Mitchell, Antonio German (46. Shavon John-Brown) Cheftrainer: Shalrie Joseph | Julani Archibald – Alain Sargeant, Thrizen Leader , Petrez Williams (46. Tahir Hanley), Raheem Hanley – Gerard Williams, Yohannes Mitchum, Kimaree Rogers, Theo Wharton (74. Evansroy Barnes), G'Vaune Amory – Harry Panayiotou (90. Rowan Liburd) Cheftrainer: Earl Jones | St. Kitts und Nevis |
| Grenada                                                                                                   | 1:0 Mitchell (19.) 2:1 Charles (82.) | 1:1 T. Hanley (57.) | St. Kitts und Nevis |
| 1. Spieltag                                                                                               | | |                     |
| 5. September 2019 um 18:00 Uhr (6. September um 0:00 Uhr MESZ) in St. George’s (Grenada National Stadium) | | |                     |
| Schiedsrichter: Kevin Morrison ( Jamaika)                                                                 | | |                     |
| Spielbericht                                                                                              | | |                     |

### Französisch-Guayana – Belize 3:0
| Französisch-Guayana                                                                                   | Französisch-Guayana | Belize | Belize |
| --- | --- | --- | ------ |
| Französisch-Guayana                                                                                   | \| 1. Spieltag \| \| 5. September 2019 um 21:00 Uhr (6. September um 2:00 Uhr MESZ) in Remire-Montjoly (Stade Edmard Lama) \| \| Spielbericht \| | \| 1. Spieltag \| \| 5. September 2019 um 21:00 Uhr (6. September um 2:00 Uhr MESZ) in Remire-Montjoly (Stade Edmard Lama) \| \| Spielbericht \| | Belize |
| Französisch-Guayana                                                                                   | Cheftrainer: Thierry De Neef | Cheftrainer: Vincenzo Annese ( Italien) | Belize |
| Französisch-Guayana                                                                                   | Da Belize nicht zum Spiel reisen konnte, wertete die CONCACAF das Spiel als 3:0-Sieg für Französisch-Guayana.                                    | | Belize |
| 1. Spieltag                                                                                           | | |        |
| 5. September 2019 um 21:00 Uhr (6. September um 2:00 Uhr MESZ) in Remire-Montjoly (Stade Edmard Lama) | | |        |
| Spielbericht                                                                                          | | |        |

### Belize – Grenada 1:2 (1:0)
| Belize                                                                                             | Belize | Grenada | Grenada |
| -------------------------------------------------------------------------------------------------- | --- | --- | ------- |
| Belize                                                                                             | \| 2. Spieltag \| \| 8. September 2019 um 16:00 Uhr (9. September um 0:00 Uhr MESZ) in Belmopan (Isidro Belton Stadium) \| \| Schiedsrichter: Erick Lezama ( Nicaragua) \| \| Spielbericht \|                                                                               | \| 2. Spieltag \| \| 8. September 2019 um 16:00 Uhr (9. September um 0:00 Uhr MESZ) in Belmopan (Isidro Belton Stadium) \| \| Schiedsrichter: Erick Lezama ( Nicaragua) \| \| Spielbericht \|                                                                                   | Grenada |
| Belize                                                                                             | Woodrow West – Norman Anderson, Ian Gaynair, Everal Trapp, Tyrone Pandy – Nana Mensah, Tony Rocha, Carlos Bernárdez (72. Camilo Sánchez), Michael Salazar (53. Highking Roberts), Nahjib Guerra (62. Krisean López) – Deon McCaulay Cheftrainer: Vincenzo Annese ( Italien) | Jason Belfon – Tyrone Sterling, Omar Beckles, Aaron Pierre , Kraig Noel-McLeod – Kennedy Hinkson (15. Kwazim Theodore), Alexander McQueen (88. Irvine Smith), A. J. Paterson, Shavon John-Brown (72. Saydrel Lewis) – Kairo Mitchell, Jamal Charles Cheftrainer: Shalrie Joseph | Grenada |
| Belize                                                                                             | 1:0 McCaulay (24.) | 1:1 Paterson (59., Handelfmeter) 1:2 Charles (90.+3') | Grenada |
| Belize                                                                                             | Gaynair (55.) | Beckles (73.), Charles (90.+4') | Grenada |
| 2. Spieltag                                                                                        | | |         |
| 8. September 2019 um 16:00 Uhr (9. September um 0:00 Uhr MESZ) in Belmopan (Isidro Belton Stadium) | | |         |
| Schiedsrichter: Erick Lezama ( Nicaragua)                                                          | | |         |
| Spielbericht                                                                                       | | |         |

### St. Kitts und Nevis – Französisch-Guayana 2:2 (0:1)
| St. Kitts und Nevis                                                                                         | St. Kitts und Nevis | Französisch-Guayana | Französisch-Guayana |
| --- | --- | --- | ------------------- |
| St. Kitts und Nevis                                                                                         | \| 2. Spieltag \| \| 8. September 2019 um 19:00 Uhr (9. September um 1:00 Uhr MESZ) in Basseterre (Warner Park Sporting Complex) \| \| Schiedsrichter: Melvin Matamoros ( Honduras) \| \| Spielbericht \|                                                                | \| 2. Spieltag \| \| 8. September 2019 um 19:00 Uhr (9. September um 1:00 Uhr MESZ) in Basseterre (Warner Park Sporting Complex) \| \| Schiedsrichter: Melvin Matamoros ( Honduras) \| \| Spielbericht \|                     | Französisch-Guayana |
| St. Kitts und Nevis                                                                                         | Julani Archibald – Alain Sargeant, Thrizen Leader (74. Harry Panayiotou), Gerard Williams, Raheem Hanley – Kimaree Rogers, Theo Wharton, G'Vaune Amory, Yohannes Mitchum – Evansroy Barnes (46. Tahir Hanley), Rowan Liburd (89. Yusuf Saunders) Cheftrainer: Earl Jones | Donovan Léon – Thomas Vancaeyezeele, Marvin Torvic, Kévin Rimane , Jean-David Legrand – Carino Atchaliso, Miguel Haabo, Dylan Adam, Rhudy Evens – Jessy Marigard, Alex Éric (79. Thomas Issorat) Cheftrainer: Thierry De Neef | Französisch-Guayana |
| St. Kitts und Nevis                                                                                         | 1:1 Amory (50.) 2:2 Liburd (75.) | 0:1 Haabo (23.) 1:2 Éric (53., Handelfmeter) | Französisch-Guayana |
| St. Kitts und Nevis                                                                                         | Mitchum (36.), Williams (74.) | Atchaliso (31.), Adam (62.) | Französisch-Guayana |
| St. Kitts und Nevis                                                                                         | Mitchum (85.) | | Französisch-Guayana |
| 2. Spieltag                                                                                                 | | |                     |
| 8. September 2019 um 19:00 Uhr (9. September um 1:00 Uhr MESZ) in Basseterre (Warner Park Sporting Complex) | | |                     |
| Schiedsrichter: Melvin Matamoros ( Honduras)                                                                | | |                     |
| Spielbericht                                                                                                | | |                     |

### Französisch-Guayana – Grenada 0:0
| Französisch-Guayana                                                                                 | Französisch-Guayana | Grenada | Grenada |
| --------------------------------------------------------------------------------------------------- | --- | --- | ------- |
| Französisch-Guayana                                                                                 | \| 3. Spieltag \| \| 10. Oktober 2019 um 21:00 Uhr (11. Oktober um 2:00 Uhr MESZ) in Remire-Montjoly (Stade Edmard Lama) \| \| Schiedsrichter: Sergio Reyna ( Guatemala) \| \| Spielbericht \|                                                                         | \| 3. Spieltag \| \| 10. Oktober 2019 um 21:00 Uhr (11. Oktober um 2:00 Uhr MESZ) in Remire-Montjoly (Stade Edmard Lama) \| \| Schiedsrichter: Sergio Reyna ( Guatemala) \| \| Spielbericht \|                                                                               | Grenada |
| Französisch-Guayana                                                                                 | Simon Lugier – Grégory Lescot, Dylan Adam, Jean-David Legrand – Steeve Alontoesa, Thomas Vancaeyezeele, Rhudy Evens, Régis Léveillé – Frantz Atoukou (84. Thomas Issorat), Sloan Privat (52. Alex Éric), Jessy Marigard (70. Calvin Soga) Cheftrainer: Thierry De Neef | Jason Belfon – Kraig Noel-McLeod, Aaron Pierre , Omar Beckles, A. J. Paterson – Kennedy Hinkson (66. Shavon John-Brown), Irvine Smith (81. Steffon Abraham), Kwazim Theodore, Ricky Modeste – Kairo Mitchell, Jamal Charles (73. Antonio German) Cheftrainer: Shalrie Joseph | Grenada |
| Französisch-Guayana                                                                                 | Evens (4.), Atoukou (76.) | Theodore (40.), Smith (53.), Hinkson (63.), Beckles (83.) | Grenada |
| 3. Spieltag                                                                                         | | |         |
| 10. Oktober 2019 um 21:00 Uhr (11. Oktober um 2:00 Uhr MESZ) in Remire-Montjoly (Stade Edmard Lama) | | |         |
| Schiedsrichter: Sergio Reyna ( Guatemala)                                                           | | |         |
| Spielbericht                                                                                        | | |         |

### Belize – St. Kitts und Nevis 0:4 (0:1)
| Belize                                                                                           | Belize | St. Kitts und Nevis | St. Kitts und Nevis |
| ------------------------------------------------------------------------------------------------ | --- | --- | ------------------- |
| Belize                                                                                           | \| 3. Spieltag \| \| 10. Oktober 2019 um 20:00 Uhr (11. Oktober um 4:00 Uhr MESZ) in Belmopan (Isidro Belton Stadium) \| \| Schiedsrichter: Tristley Bassue ( St. Kitts und Nevis) \| \| Spielbericht \|                                                               | \| 3. Spieltag \| \| 10. Oktober 2019 um 20:00 Uhr (11. Oktober um 4:00 Uhr MESZ) in Belmopan (Isidro Belton Stadium) \| \| Schiedsrichter: Tristley Bassue ( St. Kitts und Nevis) \| \| Spielbericht \|                                                                                            | St. Kitts und Nevis |
| Belize                                                                                           | Woodrow West – Humberto Requena, Elroy Smith, Ian Gaynair – Tony Rocha, Andrés Makin (46. Deon McCaulay), Denmark Casey (61. Randy Padilla), Nana Mensah (49. Jordy Polanco), Daniel Jiménez – Carlos Bernárdez, Krisean López Cheftrainer: Vincenzo Annese ( Italien) | Julani Archibald – Gerard Williams, Raheem Hanley, Thrizen Leader , Alain Sargeant – Theo Wharton, G'Vaune Amory, Devaughn Elliott (87. Justin Springer), Tyquan Terrell – Omari Sterling-James (76. Kimaree Rogers), Rowan Liburd (67. Harry Panayiotou) Cheftrainer: Claudio Caimi ( Argentinien) | St. Kitts und Nevis |
| Belize                                                                                           | 0:1 Sterling (12.) 0:2 Liburd (48.) 0:3 Liburd (56.) 0:4 Liburd (63.) | | St. Kitts und Nevis |
| Belize                                                                                           | Requena (38.), Smith (47.) | Liburd (43.) | St. Kitts und Nevis |
| Belize                                                                                           | Liburd schießt Foulelfmeter an den Pfosten (21.) | | St. Kitts und Nevis |
| 3. Spieltag                                                                                      | | |                     |
| 10. Oktober 2019 um 20:00 Uhr (11. Oktober um 4:00 Uhr MESZ) in Belmopan (Isidro Belton Stadium) | | |                     |
| Schiedsrichter: Tristley Bassue ( St. Kitts und Nevis)                                           | | |                     |
| Spielbericht                                                                                     | | |                     |

### St. Kitts und Nevis – Belize 0:1 (0:1)
| St. Kitts und Nevis                                                                                       | St. Kitts und Nevis | Belize | Belize |
| --- | --- | --- | ------ |
| St. Kitts und Nevis                                                                                       | \| 4. Spieltag \| \| 13. Oktober 2019 um 18:00 Uhr (14. Oktober um 0:00 Uhr MESZ) in Basseterre (Warner Park Sporting Complex) \| \| Schiedsrichter: Jaime Alfredo Herrera ( El Salvador) \| \| Spielbericht \|                                                                                    | \| 4. Spieltag \| \| 13. Oktober 2019 um 18:00 Uhr (14. Oktober um 0:00 Uhr MESZ) in Basseterre (Warner Park Sporting Complex) \| \| Schiedsrichter: Jaime Alfredo Herrera ( El Salvador) \| \| Spielbericht \|                                                      | Belize |
| St. Kitts und Nevis                                                                                       | Julani Archibald – Gerard Williams, Justin Springer, Alain Sargeant, Raheem Hanley – Theo Wharton, Devaughn Elliott (9. G'Vaune Amory), Yohannes Mitchum (87. Tyquan Terrell), Omari Sterling-James – Harry Panayiotou (84. Tishan Hanley), Rowan Liburd Cheftrainer: Claudio Caimi ( Argentinien) | Woodrow West – Norman Anderson (61. Daniel Jiménez), Elroy Smith , Everal Trapp, Ian Gaynair (73. Humberto Requena), Tyrone Pandy – Ean Lewis, Tony Rocha, Nana Mensah – Carlos Bernárdez (72. Krisean López), Deon McCaulay Cheftrainer: Vincenzo Annese ( Italien) | Belize |
| St. Kitts und Nevis                                                                                       | 0:1 Smith (3., Foulelfmeter) | | Belize |
| St. Kitts und Nevis                                                                                       | Sterling-James (66.) | Rocha (86.), Pandy (90.+4') | Belize |
| 4. Spieltag                                                                                               | | |        |
| 13. Oktober 2019 um 18:00 Uhr (14. Oktober um 0:00 Uhr MESZ) in Basseterre (Warner Park Sporting Complex) | | |        |
| Schiedsrichter: Jaime Alfredo Herrera ( El Salvador)                                                      | | |        |
| Spielbericht                                                                                              | | |        |

### Grenada – Französisch-Guayana 1:0 (0:0)
| Grenada                                                                                                 | Grenada | Französisch-Guayana | Französisch-Guayana |
| --- | --- | --- | ------------------- |
| Grenada                                                                                                 | \| 4. Spieltag \| \| 13. Oktober 2019 um 19:00 Uhr (14. Oktober um 1:00 Uhr MESZ) in St. George’s (Grenada National Stadium) \| \| Schiedsrichter: Bryan López ( Guatemala) \| \| Spielbericht \|                                                                          | \| 4. Spieltag \| \| 13. Oktober 2019 um 19:00 Uhr (14. Oktober um 1:00 Uhr MESZ) in St. George’s (Grenada National Stadium) \| \| Schiedsrichter: Bryan López ( Guatemala) \| \| Spielbericht \|                                                                             | Französisch-Guayana |
| Grenada                                                                                                 | Jason Belfon – Ricky Modeste, Irvine Smith, Aaron Pierre , Josh Gabriel – Antonio German (81. Kraig Noel-McLeod), Kwazim Theodore, A. J. Paterson, Shavon John-Brown (64. Kimron Marshall) – Jamal Charles (70. Saydrel Lewis), Kairo Mitchell Cheftrainer: Shalrie Joseph | Simon Lugier – Régis Léveillé, Grégory Lescot, Dylan Adam, Jean-David Legrand – Steeve Alontoesa, Thomas Vancaeyezeele, Rhudy Evens – Frantz Atoukou (54. Jessy Marigard), Alex Éric (80. Nicklas Nalie), Jean-Eudes Lauristin (68. Calvin Soga) Cheftrainer: Thierry De Neef | Französisch-Guayana |
| Grenada                                                                                                 | 1:0 Charles (65.) | | Französisch-Guayana |
| Grenada                                                                                                 | Mitchell (64.) | | Französisch-Guayana |
| Grenada                                                                                                 | Modeste (59.) | | Französisch-Guayana |
| 4. Spieltag                                                                                             | | |                     |
| 13. Oktober 2019 um 19:00 Uhr (14. Oktober um 1:00 Uhr MESZ) in St. George’s (Grenada National Stadium) | | |                     |
| Schiedsrichter: Bryan López ( Guatemala)                                                                | | |                     |
| Spielbericht                                                                                            | | |                     |

### St. Kitts und Nevis – Grenada 0:0
| St. Kitts und Nevis                                                                         | St. Kitts und Nevis | Grenada | Grenada |
| ------------------------------------------------------------------------------------------- | --- | --- | ------- |
| St. Kitts und Nevis                                                                         | \| 5. Spieltag \| \| 14. November 2019 um 15:00 Uhr (20:00 Uhr MEZ) in Basseterre (Warner Park Sporting Complex) \| \| Schiedsrichter: Daneon Parchment ( Jamaika) \| \| Spielbericht \|                                                                                                   | \| 5. Spieltag \| \| 14. November 2019 um 15:00 Uhr (20:00 Uhr MEZ) in Basseterre (Warner Park Sporting Complex) \| \| Schiedsrichter: Daneon Parchment ( Jamaika) \| \| Spielbericht \|                                                                                 | Grenada |
| St. Kitts und Nevis                                                                         | Julani Archibald – Gerard Williams, Atiba Harris, Justin Springer, Alain Sargeant – G'Vaune Amory, Raheem Somersall (79. Theo Wharton), Tishan Hanley (73. Tyquan Terrell), Yohannes Mitchum – Kimaree Rogers, Rowan Liburd (59. Geovannie Lake) Cheftrainer: Claudio Caimi ( Argentinien) | Jason Belfon – Omar Beckles, Kraig Noel-McLeod, Tyrone Sterling, Aaron Pierre – Alexander McQueen, Antonio German (86. Jamal Charles), Kwazim Theodore (72. Irvine Smith), A. J. Paterson – Saydrel Lewis (46. Josh Gabriel), Kairo Mitchell Cheftrainer: Shalrie Joseph | Grenada |
| St. Kitts und Nevis                                                                         | Springer (28.), Harris (80.), Rogers (87.), Terrell (90.+3') | McQueen (90.), Noel-McLeod (90.+3') | Grenada |
| 5. Spieltag                                                                                 | | |         |
| 14. November 2019 um 15:00 Uhr (20:00 Uhr MEZ) in Basseterre (Warner Park Sporting Complex) | | |         |
| Schiedsrichter: Daneon Parchment ( Jamaika)                                                 | | |         |
| Spielbericht                                                                                | | |         |

### Belize – Französisch-Guayana 2:0 (1:0)
| Belize                                                                                            | Belize | Französisch-Guayana | Französisch-Guayana |
| ------------------------------------------------------------------------------------------------- | --- | --- | ------------------- |
| Belize                                                                                            | \| 5. Spieltag \| \| 14. November 2019 um 17:00 Uhr (15. November um 0:00 Uhr MEZ) in Belmopan (Isidro Belton Stadium) \| \| Schiedsrichter: Erick Lezama ( Nicaragua) \| \| Spielbericht \|                                                        | \| 5. Spieltag \| \| 14. November 2019 um 17:00 Uhr (15. November um 0:00 Uhr MEZ) in Belmopan (Isidro Belton Stadium) \| \| Schiedsrichter: Erick Lezama ( Nicaragua) \| \| Spielbericht \|                                                                                   | Französisch-Guayana |
| Belize                                                                                            | Woodrow West – Norman Anderson, Nana Mensah, Elroy Smith , Tyrone Pandy, Everal Trapp – Michael Salazar, Ian Gaynair, Ean Lewis (73. Darrel Myvett), Amilton de Santana (90.+3' Sean Caliz) – Deon McCaulay Cheftrainer: Vincenzo Annese ( Italien) | Simon Lugier – Gary Marigard, Grégory Lescot, Josué Albert, Jean-David Legrand – Thomas Vancaeyezeele, Joffrey Torvic (46. Rhudy Evens), Régis Léveillé (59. Joël Sarrucco), Carino Atchaliso – Jessy Marigard (74. Frantz Atoukou), Sloan Privat Cheftrainer: Thierry De Neef | Französisch-Guayana |
| Belize                                                                                            | 1:0 Lewis (4.) 2:0 McCaulay (70.) | | Französisch-Guayana |
| Belize                                                                                            | Anderson (20.) | Atchaliso (43.) | Französisch-Guayana |
| 5. Spieltag                                                                                       | | |                     |
| 14. November 2019 um 17:00 Uhr (15. November um 0:00 Uhr MEZ) in Belmopan (Isidro Belton Stadium) | | |                     |
| Schiedsrichter: Erick Lezama ( Nicaragua)                                                         | | |                     |
| Spielbericht                                                                                      | | |                     |

### Französisch-Guayana – St. Kitts und Nevis 3:1 (2:1)
| Französisch-Guayana                                                                   | Französisch-Guayana | St. Kitts und Nevis | St. Kitts und Nevis |
| ------------------------------------------------------------------------------------- | --- | --- | ------------------- |
| Französisch-Guayana                                                                   | \| 6. Spieltag \| \| 17. November 2019 um 19:00 Uhr (23:00 Uhr MEZ) in Remire-Montjoly (Stade Edmard Lama) \| \| Schiedsrichter: Oscar Macías ( Mexiko) \| \| Spielbericht \|                                                                                              | \| 6. Spieltag \| \| 17. November 2019 um 19:00 Uhr (23:00 Uhr MEZ) in Remire-Montjoly (Stade Edmard Lama) \| \| Schiedsrichter: Oscar Macías ( Mexiko) \| \| Spielbericht \|                                                                                          | St. Kitts und Nevis |
| Französisch-Guayana                                                                   | Simon Lugier – Gary Marigard, Grégory Lescot, Josué Albert (49. Dylan Adam), Jean-David Legrand – Thomas Vancaeyezeele, Steeve Alontoesa, Jessy Marigard, Rhudy Evens, Frantz Atoukou (79. Régis Léveillé) – Sloan Privat (51. Joël Sarrucco) Cheftrainer: Thierry De Neef | Julani Archibald – Gerard Williams, Thrizen Leader, Atiba Harris, Petrez Williams – Mervin Lewis (74. Yusuf Saunders), Tishan Hanley, Tyquan Terrell, Evansroy Barnes (58. Geovannie Lake) – Yohannes Mitchum, G'Vaune Amory Cheftrainer: Claudio Caimi ( Argentinien) | St. Kitts und Nevis |
| Französisch-Guayana                                                                   | 1:1 J. Marigard (19.) 2:1 J. Marigard (28.) 3:1 Sarrucco (76.) | 0:1 Terrell (11.) | St. Kitts und Nevis |
| Französisch-Guayana                                                                   | Hanley (90.+1') | | St. Kitts und Nevis |
| 6. Spieltag                                                                           | | |                     |
| 17. November 2019 um 19:00 Uhr (23:00 Uhr MEZ) in Remire-Montjoly (Stade Edmard Lama) | | |                     |
| Schiedsrichter: Oscar Macías ( Mexiko)                                                | | |                     |
| Spielbericht                                                                          | | |                     |

### Grenada – Belize 3:2 (1:1)
| Grenada                                                                                                  | Grenada | Belize | Belize |
| --- | --- | --- | ------ |
| Grenada                                                                                                  | \| 6. Spieltag \| \| 17. November 2019 um 20:00 Uhr (18. November um 1:00 Uhr MEZ) in St. George’s (Grenada National Stadium) \| \| Schiedsrichter: José Torres ( Puerto Rico) \| \| Spielbericht \|                                                                        | \| 6. Spieltag \| \| 17. November 2019 um 20:00 Uhr (18. November um 1:00 Uhr MEZ) in St. George’s (Grenada National Stadium) \| \| Schiedsrichter: José Torres ( Puerto Rico) \| \| Spielbericht \|                                                                     | Belize |
| Grenada                                                                                                  | Shemel Louison – Kimron Marshall, Irvine Smith, Tyrone Sterling, Josh Gabriel – Shavon John-Brown, Steffon Abraham (46. Kwazim Theodore), A. J. Paterson , Leon Braveboy – Rickell Charles (87. Romar Frank), Jamal Charles (75. Saydrel Lewis) Cheftrainer: Shalrie Joseph | Woodrow West – Norman Anderson (65. Daniel Jiménez), Nana Mensah, Elroy Smith (63. Krisean López), Tyrone Pandy, Everal Trapp – Michael Salazar, Ian Gaynair (87. Sean Caliz), Darrel Myvett, Amilton de Santana – Deon McCaulay Cheftrainer: Vincenzo Annese ( Italien) | Belize |
| Grenada                                                                                                  | 1:0 J. Charles (14.) 2:2 J. Charles (59.) 3:2 J. Charles (68.) | 1:1 Gaynair (32.) 1:2 Salazar (55.) | Belize |
| Grenada                                                                                                  | Abraham (37.), Braveboy (78.) | Mensah (45.+2'), McCaulay (53.) | Belize |
| 6. Spieltag                                                                                              | | |        |
| 17. November 2019 um 20:00 Uhr (18. November um 1:00 Uhr MEZ) in St. George’s (Grenada National Stadium) | | |        |
| Schiedsrichter: José Torres ( Puerto Rico)                                                               | | |        |
| Spielbericht                                                                                             | | |        |

## Gruppe 2
| Pl. | Land                    | Sp. | S | U | N | Tore    | Diff. | Punkte |
| --- | ----------------------- | --- | - | - | - | ------- | ----- | ------ |
| 1.  | El Salvador             | 6   | 5 | 0 | 1 | 010:100 | +9    | 15     |
| 2.  | Montserrat              | 6   | 2 | 2 | 2 | 004:500 | −1    | 08     |
| 3.  | Dominikanische Republik | 6   | 2 | 1 | 3 | 005:500 | ±0    | 07     |
| 4.  | St. Lucia               | 6   | 1 | 1 | 4 | 002:100 | −8    | 04     |

### Montserrat – Dominikanische Republik 2:1 (1:1)
| Montserrat                                                                            | Montserrat | Dominikanische Republik | Dominikanische Republik |
| ------------------------------------------------------------------------------------- | --- | --- | ----------------------- |
| Montserrat                                                                            | \| 1. Spieltag \| \| 7. September 2019 um 15:00 Uhr (21:00 Uhr MESZ) in St. Peters (Blakes Estate Stadium) \| \| Schiedsrichter: Sergio Reyna ( Guatemala) \| \| Spielbericht \|                                                                                                 | \| 1. Spieltag \| \| 7. September 2019 um 15:00 Uhr (21:00 Uhr MESZ) in St. Peters (Blakes Estate Stadium) \| \| Schiedsrichter: Sergio Reyna ( Guatemala) \| \| Spielbericht \|                                                                                              | Dominikanische Republik |
| Montserrat                                                                            | Corrin Brooks-Meade – Michael Williams, Craig Braham-Barrett, Joey Taylor – Brandon Comley, James Comley, Adrian Clifton (71. Massiah McDonald), Alex Dyer – Lyle Taylor , Spencer Weir-Daley, Bradley Woods-Garness (71. Dean Mason) Cheftrainer: Willie Donachie ( Schottland) | Johan Guzmán – Jairo Bueno, César García, Rafael Flores (74. Dorny Romero), Jean Carlos López (68. Gerard Lavergne) – Wilman Modesta, Edarlyn Reyes, Adrián Salcedo, Josh García (63. Juan Ángeles) – Ronaldo Vásquez, Edipo Rodríguez Cheftrainer: David González ( Spanien) | Dominikanische Republik |
| Montserrat                                                                            | 1:1 J. Comley (29.) 2:1 Clifton (65.) | 0:1 J. García (23.) | Dominikanische Republik |
| Montserrat                                                                            | J. Comley (49.), Dyer (53.), Brooks-Meade (83.), J. Taylor (90.+1') | Modesta (13.), González (59.), Ángeles (90.+3') | Dominikanische Republik |
| 1. Spieltag                                                                           | | |                         |
| 7. September 2019 um 15:00 Uhr (21:00 Uhr MESZ) in St. Peters (Blakes Estate Stadium) | | |                         |
| Schiedsrichter: Sergio Reyna ( Guatemala)                                             | | |                         |
| Spielbericht                                                                          | | |                         |

### El Salvador – St. Lucia 3:0 (1:0)
| El Salvador                                                                                        | El Salvador | St. Lucia | St. Lucia |
| -------------------------------------------------------------------------------------------------- | --- | --- | --------- |
| El Salvador                                                                                        | \| 1. Spieltag \| \| 7. September 2019 um 20:00 Uhr (8. September um 4:00 Uhr MESZ) in San Salvador (Estadio Cuscatlán) \| \| Schiedsrichter: Óscar Moncada ( Honduras) \| \| Spielbericht \|                                                                                                  | \| 1. Spieltag \| \| 7. September 2019 um 20:00 Uhr (8. September um 4:00 Uhr MESZ) in San Salvador (Estadio Cuscatlán) \| \| Schiedsrichter: Óscar Moncada ( Honduras) \| \| Spielbericht \|                                                                                                  | St. Lucia |
| El Salvador                                                                                        | Henry Hernández – Roberto Domínguez, Iván Mancía, Jonathan Jiménez, Marlon Trejo – Narciso Orellana, Gerson Mayen (46. Darwin Cerén), Marvin Monterroza, Óscar Cerén – Juan Carlos Portillo (65. Denis Pineda), Rodolfo Zelaya (70. Nelson Bonilla) Cheftrainer: Carlos de los Cobos ( Mexiko) | Vino Barclett – Kurt Frederick, Melvin Doxilly, Otev Lawrence, Alvinus Myers (71. Noah Nicholas) – Zaine Pierre (56. Pernal Williams), Bradley Nestor, Malik St. Prix, Lester Joseph – Cassius Joseph, Jevick McFarlane (60. Chaim Roserie) Cheftrainer: Jamaal Shabazz ( Trinidad und Tobago) | St. Lucia |
| El Salvador                                                                                        | 1:0 Orellana (7.) 2:0 D. Cerén (73., Handelfmeter) 3:0 Bonilla (87.) | | St. Lucia |
| El Salvador                                                                                        | Bonilla (81.) | McFarlane (54.), Williams (72.), St. Prix (74.), Lawrence (88.) | St. Lucia |
| El Salvador                                                                                        | Pineda (78.) | | St. Lucia |
| 1. Spieltag                                                                                        | | |           |
| 7. September 2019 um 20:00 Uhr (8. September um 4:00 Uhr MESZ) in San Salvador (Estadio Cuscatlán) | | |           |
| Schiedsrichter: Óscar Moncada ( Honduras)                                                          | | |           |
| Spielbericht                                                                                       | | |           |

### Montserrat – St. Lucia 1:1 (1:0)
| Montserrat                                                                             | Montserrat | St. Lucia | St. Lucia |
| -------------------------------------------------------------------------------------- | --- | --- | --------- |
| Montserrat                                                                             | \| 2. Spieltag \| \| 10. September 2019 um 16:00 Uhr (22:00 Uhr MESZ) in St. Peters (Blakes Estate Stadium) \| \| Schiedsrichter: Nelson Salgado ( Honduras) \| \| Spielbericht \|                                                                    | \| 2. Spieltag \| \| 10. September 2019 um 16:00 Uhr (22:00 Uhr MESZ) in St. Peters (Blakes Estate Stadium) \| \| Schiedsrichter: Nelson Salgado ( Honduras) \| \| Spielbericht \| | St. Lucia |
| Montserrat                                                                             | Corrin Brooks-Meade – Michael Williams, Joey Taylor, Craig Braham-Barrett, James Comley – Brandon Comley, Adrian Clifton (89. Calvin Petrie), Alex Dyer, Massiah McDonald – Dean Mason, Spencer Weir-Daley Cheftrainer: Willie Donachie ( Schottland) | Vino Barclett – Kurt Frederick, Melvin Doxilly, Otev Lawrence, Pernal Williams – Gregson President (41. Chaim Roserie), Zaine Pierre , Bradley Nestor, Lester Joseph – Jevick McFarlane (81. Noah Nicholas), Antonio Joseph (64. Malik St. Prix) Cheftrainer: Jamaal Shabazz ( Trinidad und Tobago) | St. Lucia |
| Montserrat                                                                             | 1:0 Weir-Daley (45.) | 1:1 Frederick (86., Foulelfmeter) | St. Lucia |
| Montserrat                                                                             | Mason (45.+1'), McDonald (73.), Williams (79.) | Lawrence (71.), Frederick (73.) | St. Lucia |
| 2. Spieltag                                                                            | | |           |
| 10. September 2019 um 16:00 Uhr (22:00 Uhr MESZ) in St. Peters (Blakes Estate Stadium) | | |           |
| Schiedsrichter: Nelson Salgado ( Honduras)                                             | | |           |
| Spielbericht                                                                           | | |           |

### Dominikanische Republik – El Salvador 1:0 (1:0)
| Dominikanische Republik                                                                         | Dominikanische Republik | El Salvador | El Salvador |
| ----------------------------------------------------------------------------------------------- | --- | --- | ----------- |
| Dominikanische Republik                                                                         | \| 2. Spieltag \| \| 10. September 2019 um 18:00 Uhr (11. September um 0:00 Uhr MESZ) in Santiago (Estadio Cibao FC) \| \| Schiedsrichter: Oshane Nation ( Jamaika) \| \| Spielbericht \|                                                                  | \| 2. Spieltag \| \| 10. September 2019 um 18:00 Uhr (11. September um 0:00 Uhr MESZ) in Santiago (Estadio Cibao FC) \| \| Schiedsrichter: Oshane Nation ( Jamaika) \| \| Spielbericht \|                                                                                       | El Salvador |
| Dominikanische Republik                                                                         | Miguel Lloyd – Adrián Salcedo, Jairo Bueno, César García, Ismael Díaz – Gerard Lavergne, Edipo Rodríguez, Jean Carlos López (89. Rafael Flores), Ronaldo Vásquez (77. Wilman Modesta), Edarlyn Reyes – Dorny Romero Cheftrainer: David González ( Spanien) | Henry Hernández – Marlon Trejo, Roberto Domínguez, Iván Mancía, Jonathan Jiménez – Óscar Cerén, Darwin Cerén (68. Andrés Flores), Narciso Orellana – Marvin Monterroza, Rodolfo Zelaya, Juan Carlos Portillo (67. Alexander Méndoza) Cheftrainer: Carlos de los Cobos ( Mexiko) | El Salvador |
| Dominikanische Republik                                                                         | 1:0 Bueno (7.) | | El Salvador |
| Dominikanische Republik                                                                         | Lavergne (52.) | Jiménez (33.), D. Cerén (48.), Mancía (50.), Trejo (57.), Ó. Cerén (88.) | El Salvador |
| Dominikanische Republik                                                                         | Jiménez (62.), de los Cobos (90.+1') | | El Salvador |
| 2. Spieltag                                                                                     | | |             |
| 10. September 2019 um 18:00 Uhr (11. September um 0:00 Uhr MESZ) in Santiago (Estadio Cibao FC) | | |             |
| Schiedsrichter: Oshane Nation ( Jamaika)                                                        | | |             |
| Spielbericht                                                                                    | | |             |

### Dominikanische Republik – St. Lucia 3:0 (1:0)
| Dominikanische Republik                                                                                        | Dominikanische Republik | St. Lucia | St. Lucia |
| --- | --- | --- | --------- |
| Dominikanische Republik                                                                                        | \| 3. Spieltag \| \| 12. Oktober 2019 um 18:00 Uhr (13. Oktober um 0:00 Uhr MESZ) in Santo Domingo (Estadio Olímpico Félix Sánchez) \| \| Schiedsrichter: Nitzar Sandoval ( Nicaragua) \| \| Spielbericht \|                                                                    | \| 3. Spieltag \| \| 12. Oktober 2019 um 18:00 Uhr (13. Oktober um 0:00 Uhr MESZ) in Santo Domingo (Estadio Olímpico Félix Sánchez) \| \| Schiedsrichter: Nitzar Sandoval ( Nicaragua) \| \| Spielbericht \|                                                                                   | St. Lucia |
| Dominikanische Republik                                                                                        | Miguel Lloyd – Carlos Julio Martínez, Ismael Díaz, Jairo Bueno, César García – Gerard Lavergne, Ronaldo Vásquez (79. Enmy Peña), Edipo Rodríguez (70. Gabriel Núñez), Jean Carlos López (66. Rudolf González) – Dorny Romero, Fran Núñez Cheftrainer: David González ( Spanien) | Vino Barclett – Kurt Frederick, Melvin Doxilly, Sherwin Emmanuel, Alvinus Myers – Pernal Williams, Zaine Pierre , Bradley Nestor, Malik St. Prix (65. Antonio Joseph) – Lester Joseph (70. Tremain Paul), Chaim Roserie (63. Aaron Richard) Cheftrainer: Jamaal Shabazz ( Trinidad und Tobago) | St. Lucia |
| Dominikanische Republik                                                                                        | 1:0 López (34.) 2:0 Romero (52.) 3:0 González (85.) | | St. Lucia |
| 3. Spieltag | | |           |
| 12. Oktober 2019 um 18:00 Uhr (13. Oktober um 0:00 Uhr MESZ) in Santo Domingo (Estadio Olímpico Félix Sánchez) | | |           |
| Schiedsrichter: Nitzar Sandoval ( Nicaragua)                                                                   | | |           |
| Spielbericht                                                                                                   | | |           |

### Montserrat – El Salvador 0:2 (0:1)
| Montserrat                                                                                         | Montserrat | El Salvador | El Salvador |
| -------------------------------------------------------------------------------------------------- | --- | --- | ----------- |
| Montserrat                                                                                         | \| 3. Spieltag \| \| 12. Oktober 2019 um 22:00 Uhr (13. Oktober um 4:00 Uhr MESZ) in St. Peters (Blakes Estate Stadium) \| \| Schiedsrichter: Juan Gabriel Calderón ( Costa Rica) \| \| Spielbericht \|                                                                                              | \| 3. Spieltag \| \| 12. Oktober 2019 um 22:00 Uhr (13. Oktober um 4:00 Uhr MESZ) in St. Peters (Blakes Estate Stadium) \| \| Schiedsrichter: Juan Gabriel Calderón ( Costa Rica) \| \| Spielbericht \|                                                                                    | El Salvador |
| Montserrat                                                                                         | Corrin Brooks-Meade – Michael Williams, Nathan Pond, Craig Braham-Barrett, Joey Taylor – James Comley , Adrian Clifton, Alex Dyer (84. Calvin Petrie), Massiah McDonald (46. Bradley Woods-Garness), Dean Mason (70. Spencer Weir-Daley) – Brandon Comley Cheftrainer: Willie Donachie ( Schottland) | Henry Hernández – Ibsen Castro (83. Alexander Méndoza), Roberto Domínguez, Iván Mancía, Juan Barahona – Narciso Orellana, Marvin Monterroza, Óscar Cerén, Juan Carlos Portillo (64. Denis Pineda), Diego Coca – Rodolfo Zelaya (87. David Díaz) Cheftrainer: Carlos de los Cobos ( Mexiko) | El Salvador |
| Montserrat                                                                                         | 0:1 Domínguez (43.) 0:2 Zelaya (78.) | | El Salvador |
| Montserrat                                                                                         | J. Comley (85.) | | El Salvador |
| 3. Spieltag                                                                                        | | |             |
| 12. Oktober 2019 um 22:00 Uhr (13. Oktober um 4:00 Uhr MESZ) in St. Peters (Blakes Estate Stadium) | | |             |
| Schiedsrichter: Juan Gabriel Calderón ( Costa Rica)                                                | | |             |
| Spielbericht                                                                                       | | |             |

### St. Lucia – El Salvador 0:2 (0:0)
| St. Lucia                                                                         | St. Lucia | El Salvador | El Salvador |
| --------------------------------------------------------------------------------- | --- | --- | ----------- |
| St. Lucia                                                                         | \| 4. Spieltag \| \| 15. Oktober 2019 um 17:00 Uhr (23:00 Uhr MESZ) in Gros Islet (Beausejour Stadium) \| \| Schiedsrichter: Erick Lezama ( Nicaragua) \| \| Spielbericht \| | \| 4. Spieltag \| \| 15. Oktober 2019 um 17:00 Uhr (23:00 Uhr MESZ) in Gros Islet (Beausejour Stadium) \| \| Schiedsrichter: Erick Lezama ( Nicaragua) \| \| Spielbericht \| | El Salvador |
| St. Lucia                                                                         | Vino Barclett – Pernal Williams, Melvin Doxilly, Otev Lawrence, Kurt Frederick (74. Chaim Roserie) – Zaine Pierre , Alvinus Myers, Lester Joseph (72. Tremain Paul), Bradley Nestor, Aaron Richard (79. Antonio Joseph) – Malik St. Prix Cheftrainer: Jamaal Shabazz ( Trinidad und Tobago) | Henry Hernández – Ibsen Castro, Roberto Domínguez, Iván Mancía, Juan Barahona (74. Andrés Flores) – Darwin Cerén, Narciso Orellana, Óscar Cerén (55. Juan Carlos Portillo), Marvin Monterroza, Denis Pineda – Rodolfo Zelaya (85. Raúl Renderos) Cheftrainer: Carlos de los Cobos ( Mexiko) | El Salvador |
| St. Lucia                                                                         | 0:1 Zelaya (68.) 0:2 Portillo (88.) | | El Salvador |
| St. Lucia                                                                         | Pierre (21.), Nestor (27.), Myers (47.) | Monterroza (33.) | El Salvador |
| 4. Spieltag                                                                       | | |             |
| 15. Oktober 2019 um 17:00 Uhr (23:00 Uhr MESZ) in Gros Islet (Beausejour Stadium) | | |             |
| Schiedsrichter: Erick Lezama ( Nicaragua)                                         | | |             |
| Spielbericht                                                                      | | |             |

### Dominikanische Republik – Montserrat 0:0
| Dominikanische Republik                                                                                        | Dominikanische Republik | Montserrat | Montserrat |
| --- | --- | --- | ---------- |
| Dominikanische Republik                                                                                        | \| 4. Spieltag \| \| 15. Oktober 2019 um 19:15 Uhr (16. Oktober um 1:15 Uhr MESZ) in Santo Domingo (Estadio Olímpico Félix Sánchez) \| \| Schiedsrichter: Raúl Castro ( Honduras) \| \| Spielbericht \|                                                                         | \| 4. Spieltag \| \| 15. Oktober 2019 um 19:15 Uhr (16. Oktober um 1:15 Uhr MESZ) in Santo Domingo (Estadio Olímpico Félix Sánchez) \| \| Schiedsrichter: Raúl Castro ( Honduras) \| \| Spielbericht \|                                                                                                | Montserrat |
| Dominikanische Republik                                                                                        | Miguel Lloyd – Carlos Julio Martínez, César García, Jairo Bueno, Ismael Díaz – Fran Núñez (72. Edarlyn Reyes), Gerard Lavergne, Ronaldo Vásquez, Jean Carlos López – Edipo Rodríguez (84. Enmy Peña), Rudolf González (76. Dorny Romero) Cheftrainer: David González ( Spanien) | Corrin Brooks-Meade – Michael Williams, Nathan Pond, Craig Braham-Barrett , Joey Taylor – Dean Mason, Alex Dyer (89. Solomon Henry), Matt Whichelow (66. Bradley Woods-Garness), Brandon Comley – Massiah McDonald, Adrian Clifton (66. Spencer Weir-Daley) Cheftrainer: Willie Donachie ( Schottland) | Montserrat |
| Dominikanische Republik                                                                                        | Núñez (55.), Rodríguez (90.+3') | Braham-Barrett (43.), Williams (61.), McDonald (90.+5') | Montserrat |
| 4. Spieltag | | |            |
| 15. Oktober 2019 um 19:15 Uhr (16. Oktober um 1:15 Uhr MESZ) in Santo Domingo (Estadio Olímpico Félix Sánchez) | | |            |
| Schiedsrichter: Raúl Castro ( Honduras)                                                                        | | |            |
| Spielbericht                                                                                                   | | |            |

### St. Lucia – Dominikanische Republik 1:0 (1:0)
| St. Lucia                                                                                        | St. Lucia | Dominikanische Republik | Dominikanische Republik |
| ------------------------------------------------------------------------------------------------ | --- | --- | ----------------------- |
| St. Lucia                                                                                        | \| 5. Spieltag \| \| 16. November 2019 um 19:00 Uhr (17. November um 0:00 Uhr MEZ) in Gros Islet (Beausejour Stadium) \| \| Schiedsrichter: Jaime Alfredo Herrera ( El Salvador) \| \| Spielbericht \|                                                                                           | \| 5. Spieltag \| \| 16. November 2019 um 19:00 Uhr (17. November um 0:00 Uhr MEZ) in Gros Islet (Beausejour Stadium) \| \| Schiedsrichter: Jaime Alfredo Herrera ( El Salvador) \| \| Spielbericht \|                                                                         | Dominikanische Republik |
| St. Lucia                                                                                        | Lamar Johnson – Kurt Frederick, Melvin Doxilly, Otev Lawrence, Alvinus Myers (65. Keeroy Lionel) – Pernal Williams , Malik St. Prix, Kieran Monlouis – Chaim Roserie (50. Aaron Richard), Andrus Remy (79. Gregson President), Antonio Joseph Cheftrainer: Jamaal Shabazz ( Trinidad und Tobago) | Miguel Lloyd – Ernesto Trinidad, Benji Núñez, Ismael Díaz, Jairo Bueno – Edarlyn Reyes (57. Rudolf González), Gerard Lavergne, Jean Carlos López, Carlos Heredia (57. Ronaldo Vásquez) – Dorny Romero, Fran Núñez (68. Edipo Rodríguez) Cheftrainer: David González ( Spanien) | Dominikanische Republik |
| St. Lucia                                                                                        | 1:0 Joseph (38.) | | Dominikanische Republik |
| St. Lucia                                                                                        | Lionel (72.), Joseph (90.+5') | | Dominikanische Republik |
| 5. Spieltag                                                                                      | | |                         |
| 16. November 2019 um 19:00 Uhr (17. November um 0:00 Uhr MEZ) in Gros Islet (Beausejour Stadium) | | |                         |
| Schiedsrichter: Jaime Alfredo Herrera ( El Salvador)                                             | | |                         |
| Spielbericht                                                                                     | | |                         |

### El Salvador – Montserrat 1:0 (0:0)
| El Salvador                                                                                       | El Salvador | Montserrat | Montserrat |
| ------------------------------------------------------------------------------------------------- | --- | --- | ---------- |
| El Salvador                                                                                       | \| 5. Spieltag \| \| 16. November 2019 um 21:00 Uhr (17. November um 4:00 Uhr MEZ) in San Salvador (Estadio Cuscatlán) \| \| Schiedsrichter: Oliver Vergara ( Panama) \| \| Spielbericht \|                                                                                                 | \| 5. Spieltag \| \| 16. November 2019 um 21:00 Uhr (17. November um 4:00 Uhr MEZ) in San Salvador (Estadio Cuscatlán) \| \| Schiedsrichter: Oliver Vergara ( Panama) \| \| Spielbericht \| | Montserrat |
| El Salvador                                                                                       | Henry Hernández – Ibsen Castro, Roberto Domínguez, Iván Mancía, Jonathan Jiménez – Gilberto Baires (41. Darwin Cerén), Narciso Orellana, Óscar Cerén, Jaime Alas (70. Juan Carlos Portillo), Marvin Monterroza – Rodolfo Zelaya (64. David Díaz) Cheftrainer: Carlos de los Cobos ( Mexiko) | Corrin Brooks-Meade – Dean Mason, Craig Braham-Barrett, Nathan Pond, Matt Whichelow (55. Spencer Weir-Daley), Joey Taylor – Alex Dyer (64. Solomon Henry), James Comley , Brandon Comley – Bradley Woods-Garness (79. Marshall Willock), Jamie Allen Cheftrainer: Willie Donachie ( Schottland) | Montserrat |
| El Salvador                                                                                       | 1:0 Portillo (90.+1') | | Montserrat |
| El Salvador                                                                                       | Domínguez (59.) | Mason (90.+4') | Montserrat |
| 5. Spieltag                                                                                       | | |            |
| 16. November 2019 um 21:00 Uhr (17. November um 4:00 Uhr MEZ) in San Salvador (Estadio Cuscatlán) | | |            |
| Schiedsrichter: Oliver Vergara ( Panama)                                                          | | |            |
| Spielbericht                                                                                      | | |            |

### El Salvador – Dominikanische Republik 2:0 (1:0)
| El Salvador                                                                        | El Salvador | Dominikanische Republik | Dominikanische Republik |
| ---------------------------------------------------------------------------------- | --- | --- | ----------------------- |
| El Salvador                                                                        | \| 6. Spieltag \| \| 19. November 2019 um 16:30 Uhr (23:30 Uhr MEZ) in San Salvador (Estadio Cuscatlán) \| \| Schiedsrichter: Benjamín Pineda ( Costa Rica) \| \| Spielbericht \| | \| 6. Spieltag \| \| 19. November 2019 um 16:30 Uhr (23:30 Uhr MEZ) in San Salvador (Estadio Cuscatlán) \| \| Schiedsrichter: Benjamín Pineda ( Costa Rica) \| \| Spielbericht \|                                                                                        | Dominikanische Republik |
| El Salvador                                                                        | Henry Hernández – Jorge Morán, Roberto Domínguez, Iván Mancía, Andrés Flores – Narciso Orellana, Darwin Cerén, Óscar Cerén (80. Pablo Punyed), Juan Carlos Portillo (66. Jaime Alas), Marvin Monterroza (84. Rubén Marroquín) – David Díaz Cheftrainer: Carlos de los Cobos ( Mexiko) | Miguel Lloyd – Enmy Peña, Jairo Bueno, César García, Ismael Díaz – Gerard Lavergne (83. Carlos Heredia), Jean Carlos López, Edipo Rodríguez (75. Edarlyn Reyes), Ronaldo Vásquez, Rudolf González (63. Fran Núñez) – Dorny Romero Cheftrainer: David González ( Spanien) | Dominikanische Republik |
| El Salvador                                                                        | 1:0 Portillo (16.) 2:0 Punyed (87.) | | Dominikanische Republik |
| El Salvador                                                                        | Monterroza (45.) | Bueno (19.), Peña (60.) | Dominikanische Republik |
| 6. Spieltag                                                                        | | |                         |
| 19. November 2019 um 16:30 Uhr (23:30 Uhr MEZ) in San Salvador (Estadio Cuscatlán) | | |                         |
| Schiedsrichter: Benjamín Pineda ( Costa Rica)                                      | | |                         |
| Spielbericht                                                                       | | |                         |

### St. Lucia – Montserrat 0:1 (0:1)
| St. Lucia                                                                         | St. Lucia | Montserrat | Montserrat |
| --------------------------------------------------------------------------------- | --- | --- | ---------- |
| St. Lucia                                                                         | \| 6. Spieltag \| \| 19. November 2019 um 18:30 Uhr (23:30 Uhr MEZ) in Gros Islet (Beausejour Stadium) \| \| Schiedsrichter: Oshane Nation ( Jamaika) \| \| Spielbericht \| | \| 6. Spieltag \| \| 19. November 2019 um 18:30 Uhr (23:30 Uhr MEZ) in Gros Islet (Beausejour Stadium) \| \| Schiedsrichter: Oshane Nation ( Jamaika) \| \| Spielbericht \| | Montserrat |
| St. Lucia                                                                         | Lamar Johnson – Kurt Frederick, Melvin Doxilly, Otev Lawrence, Eden Charles – Pernal Williams , Malik St. Prix (65. Andrus Remy), Kieran Monlouis – Chaim Roserie, Jevick McFarlane (77. Keeroy Lionel), Antonio Joseph (46. Bradley Nestor) Cheftrainer: Jamaal Shabazz ( Trinidad und Tobago) | Corrin Brooks-Meade – Michael Williams, Nathan Pond, Craig Braham-Barrett, Joey Taylor – Massiah McDonald (90. Marshall Willock), Alex Dyer (86. Matt Whichelow), James Comley , Brandon Comley – Spencer Weir-Daley (80. Bradley Woods-Garness), Jamie Allen Cheftrainer: Willie Donachie ( Schottland) | Montserrat |
| St. Lucia                                                                         | 0:1 Pond (35.) | | Montserrat |
| St. Lucia                                                                         | McFarlane (29.), Remy (75.) | McDonald (1.), Taylor (47.) | Montserrat |
| 6. Spieltag                                                                       | | |            |
| 19. November 2019 um 18:30 Uhr (23:30 Uhr MEZ) in Gros Islet (Beausejour Stadium) | | |            |
| Schiedsrichter: Oshane Nation ( Jamaika)                                          | | |            |
| Spielbericht                                                                      | | |            |

## Gruppe 3
| Pl. | Land                | Sp. | S | U | N | Tore    | Diff. | Punkte |
| --- | ------------------- | --- | - | - | - | ------- | ----- | ------ |
| 1.  | Jamaika             | 6   | 5 | 1 | 0 | 021:100 | +20   | 16     |
| 2.  | Guyana              | 6   | 3 | 1 | 2 | 012:100 | +2    | 10     |
| 3.  | Antigua und Barbuda | 6   | 3 | 0 | 3 | 008:170 | −9    | 09     |
| 4.  | Aruba               | 6   | 0 | 0 | 6 | 005:180 | −13   | 0      |

### Aruba – Guyana 0:1 (0:1)
| Aruba                                                                                               | Aruba | Guyana | Guyana |
| --------------------------------------------------------------------------------------------------- | --- | --- | ------ |
| Aruba                                                                                               | \| 1. Spieltag \| \| 6. September 2019 um 19:00 Uhr (7. September um 1:00 Uhr MESZ) in Willemstad (Stadion Ergilio Hato) \| \| Schiedsrichter: Jaime Alfredo Herrera ( El Salvador) \| \| Spielbericht \|                                                                                | \| 1. Spieltag \| \| 6. September 2019 um 19:00 Uhr (7. September um 1:00 Uhr MESZ) in Willemstad (Stadion Ergilio Hato) \| \| Schiedsrichter: Jaime Alfredo Herrera ( El Salvador) \| \| Spielbericht \|                                                              | Guyana |
| Aruba                                                                                               | Matthew Lentink – Glenbert Croes, Marlon Pereira, Nickenson Paul, Noah Harms – Leroy Oehlers , Gregor Breinburg, Edward Clarissa (46. Trevor Faro), Randell Harrevelt (88. Francois Croes) – Terence Groothusen, Josh Gross (68. Mark Jacobs) Cheftrainer: Martin Koopman ( Niederlande) | Akel Clarke – Kevin Layne, Matthew Briggs, Sam Cox , Liam Gordon – Clive Nobrega, Keanu Marsh-Brown, Daniel Wilson, Neil Danns (84. Pernell Schultz) – Kelsey Benjamin (69. Delwin Fraser), Sheldon Holder (46. Terell Ondaan) Cheftrainer: Márcio Máximo ( Brasilien) | Guyana |
| Aruba                                                                                               | 0:1 Holder (22.) | | Guyana |
| Aruba                                                                                               | Gross (24.), F. Croes (89.) | Benjamin (9.), Holder (15.), Wilson (90.+2') | Guyana |
| 1. Spieltag                                                                                         | | |        |
| 6. September 2019 um 19:00 Uhr (7. September um 1:00 Uhr MESZ) in Willemstad (Stadion Ergilio Hato) | | |        |
| Schiedsrichter: Jaime Alfredo Herrera ( El Salvador)                                                | | |        |
| Spielbericht                                                                                        | | |        |

### Jamaika – Antigua und Barbuda 6:0 (2:0)
| Jamaika | Jamaika | Antigua und Barbuda | Antigua und Barbuda |
| --- | --- | --- | ------------------- |
| Jamaika | \| 1. Spieltag \| \| 6. September 2019 um 19:00 Uhr (7. September um 2:00 Uhr MESZ) in Montego Bay (Montego Bay Sports Complex) \| \| Schiedsrichter: Oliver Vergara ( Panama) \| \| Spielbericht \|                                                                              | \| 1. Spieltag \| \| 6. September 2019 um 19:00 Uhr (7. September um 2:00 Uhr MESZ) in Montego Bay (Montego Bay Sports Complex) \| \| Schiedsrichter: Oliver Vergara ( Panama) \| \| Spielbericht \|                                                                                      | Antigua und Barbuda |
| Jamaika | Andre Blake – Alvas Powell, Damion Lowe, Adrian Mariappa, Kemar Lawrence – Je-Vaughn Watson (61. Chavany Willis), Devon Williams, Junior Flemmings (62. Brian Brown), Shamar Nicholson – Bobby Decordova-Reid (68. Peter-Lee Vassell), Leon Bailey Cheftrainer: Theodore Whitmore | Molvin James – Jomo Andrew, Karanja Mack , Chad Williams, Shevorn Phillip – Juwan Roberts, Eugine Kirwan, Tyrell Rayne (46. Tevaughn Harriette), Quinton Griffith – Junior Benjamin (64. Leroy Graham), Carl Osbourne (58. D’Andre Bishop) Cheftrainer: Michél Mazingu-Dinzey ( DR Kongo) | Antigua und Barbuda |
| Jamaika | 1:0 Nicholson (9.) 2:0 Decordova-Reid (31.) 3:0 Nicholson (51.) 4:0 Brown (67.) 5:0 Bailey (77.) 6:0 Vassell (81.) | | Antigua und Barbuda |
| Jamaika | Kirwan (27.), Phillip (67.) | | Antigua und Barbuda |
| 1. Spieltag                                                                                                | | |                     |
| 6. September 2019 um 19:00 Uhr (7. September um 2:00 Uhr MESZ) in Montego Bay (Montego Bay Sports Complex) | | |                     |
| Schiedsrichter: Oliver Vergara ( Panama)                                                                   | | |                     |
| Spielbericht                                                                                               | | |                     |

### Antigua und Barbuda – Aruba 2:1 (1:1)
| Antigua und Barbuda                                                                          | Antigua und Barbuda | Aruba | Aruba |
| -------------------------------------------------------------------------------------------- | --- | --- | ----- |
| Antigua und Barbuda                                                                          | \| 2. Spieltag \| \| 9. September 2019 um 15:00 Uhr (21:00 Uhr MESZ) in North Sound (Sir Vivian Richards Stadium) \| \| Schiedsrichter: Rubiel Vazquez ( Vereinigte Staaten) \| \| Spielbericht \|                                                                                                 | \| 2. Spieltag \| \| 9. September 2019 um 15:00 Uhr (21:00 Uhr MESZ) in North Sound (Sir Vivian Richards Stadium) \| \| Schiedsrichter: Rubiel Vazquez ( Vereinigte Staaten) \| \| Spielbericht \|                                                                                  | Aruba |
| Antigua und Barbuda                                                                          | Molvin James (46. Brent Parker) – Tyrique Tonge, Juwan Roberts, Karanja Mack , Mervyn Hazelwood – Shevorn Phillip (44. Eugine Kirwan), Quinton Griffith, Chad Williams – Junior Benjamin, Tevaughn Harriette, D’Andre Bishop (63. D’Jarie Sheppard) Cheftrainer: Michél Mazingu-Dinzey ( DR Kongo) | Matthew Lentink – Nickenson Paul (41. Ethan Tromp), Francois Croes, Marlon Pereira, Leroy Oehlers – Gregor Breinburg, Mark Jacobs (76. Jeamirr Howell), Noah Harms, Randell Harrevelt (63. Josh Gross) – Terence Groothusen, Annuar Kock Cheftrainer: Martin Koopman ( Niederlande) | Aruba |
| Antigua und Barbuda                                                                          | 1:0 Bishop (8.) 2:1 Harriette (69.) | 1:1 Groothusen (45.+5') | Aruba |
| Antigua und Barbuda                                                                          | Hazelwood (90.+3') | Oehlers (90.+2') | Aruba |
| 2. Spieltag                                                                                  | | |       |
| 9. September 2019 um 15:00 Uhr (21:00 Uhr MESZ) in North Sound (Sir Vivian Richards Stadium) | | |       |
| Schiedsrichter: Rubiel Vazquez ( Vereinigte Staaten)                                         | | |       |
| Spielbericht                                                                                 | | |       |

### Guyana – Jamaika 0:4 (0:3)
| Guyana | Guyana | Jamaika | Jamaika |
| --- | --- | --- | ------- |
| Guyana | \| 2. Spieltag \| \| 9. September 2019 um 19:00 Uhr (10. September um 1:00 Uhr MESZ) in Leonora (Leonora National Track & Field Center) \| \| Schiedsrichter: William Anderson ( Puerto Rico) \| \| Spielbericht \|                                                            | \| 2. Spieltag \| \| 9. September 2019 um 19:00 Uhr (10. September um 1:00 Uhr MESZ) in Leonora (Leonora National Track & Field Center) \| \| Schiedsrichter: William Anderson ( Puerto Rico) \| \| Spielbericht \|                                                            | Jamaika |
| Guyana | Akel Clarke – Sam Cox , Kevin Layne, Matthew Briggs, Liam Gordon – Clive Nobrega, Keanu Marsh-Brown (81. Sherwin Skeete), Daniel Wilson, Neil Danns (54. Pernell Schultz) – Kelsey Benjamin (59. Stephen Duke-McKenna), Sheldon Holder Cheftrainer: Márcio Máximo ( Brasilien) | Andre Blake – Alvas Powell (62. Fabian McCarthy), Adrian Mariappa, Damion Lowe, Kemar Lawrence – Chavany Willis, Je-Vaughn Watson, Leon Bailey (61. Alex Marshall), Dever Orgill (71. Kevaughn Isaacs) – Bobby Decordova-Reid, Shamar Nicholson Cheftrainer: Theodore Whitmore | Jamaika |
| Guyana | 0:1 Powell (14.) 0:2 Powell (26.) 0:3 Orgill (44.) 0:4 Orgill (54.) | | Jamaika |
| Guyana | Marsh-Brown (78.) | Lowe (78.) | Jamaika |
| 2. Spieltag | | |         |
| 9. September 2019 um 19:00 Uhr (10. September um 1:00 Uhr MESZ) in Leonora (Leonora National Track & Field Center) | | |         |
| Schiedsrichter: William Anderson ( Puerto Rico)                                                                    | | |         |
| Spielbericht | | |         |

### Antigua und Barbuda – Guyana 2:1 (2:0)
| Antigua und Barbuda                                                                         | Antigua und Barbuda | Guyana | Guyana |
| ------------------------------------------------------------------------------------------- | --- | --- | ------ |
| Antigua und Barbuda                                                                         | \| 3. Spieltag \| \| 11. Oktober 2019 um 17:00 Uhr (23:00 Uhr MESZ) in North Sound (Sir Vivian Richards Stadium) \| \| Schiedsrichter: Keylor Herrera ( Costa Rica) \| \| Spielbericht \| | \| 3. Spieltag \| \| 11. Oktober 2019 um 17:00 Uhr (23:00 Uhr MESZ) in North Sound (Sir Vivian Richards Stadium) \| \| Schiedsrichter: Keylor Herrera ( Costa Rica) \| \| Spielbericht \|                                                                           | Guyana |
| Antigua und Barbuda                                                                         | Molvin James – Daniel Bowry, Karanja Mack, Leroy Graham (65. Juwan Roberts), Quinton Griffith – Nathaniel Jarvis, Shevorn Phillip, D’Andre Bishop (76. Ronaldo Flowers), Mervyn Hazelwood – Tyrique Tonge, Junior Benjamin (60. Raheem Deterville) Cheftrainer: Michél Mazingu-Dinzey ( DR Kongo) | Akel Clarke – Kevin Layne, Matthew Briggs, Sam Cox , Clive Nobrega (68. Kelsey Benjamin), Keanu Marsh-Brown, Neil Danns, Kadell Daniel, Elliot Bonds (88. Daniel Wilson) – Emery Welshman, Trayon Bobb (81. Sheldon Holder) Cheftrainer: Márcio Máximo ( Brasilien) | Guyana |
| Antigua und Barbuda                                                                         | 1:0 Griffith (15.) 2:0 Benjamin (18.) | 2:1 Welshman (50.) | Guyana |
| Antigua und Barbuda                                                                         | Griffith (62.), Bishop (68.) | | Guyana |
| Antigua und Barbuda                                                                         | Marsh-Brown (90.+1') | | Guyana |
| 3. Spieltag                                                                                 | | |        |
| 11. Oktober 2019 um 17:00 Uhr (23:00 Uhr MESZ) in North Sound (Sir Vivian Richards Stadium) | | |        |
| Schiedsrichter: Keylor Herrera ( Costa Rica)                                                | | |        |
| Spielbericht                                                                                | | |        |

### Jamaika – Aruba 2:0 (1:0)
| Jamaika                                                                                      | Jamaika | Aruba | Aruba |
| -------------------------------------------------------------------------------------------- | --- | --- | ----- |
| Jamaika                                                                                      | \| 3. Spieltag \| \| 12. Oktober 2019 um 17:00 Uhr (13. Oktober um 0:00 Uhr MESZ) in Kingston (Independence Park) \| \| Schiedsrichter: Jorge Pérez ( Mexiko) \| \| Spielbericht \|                                                                               | \| 3. Spieltag \| \| 12. Oktober 2019 um 17:00 Uhr (13. Oktober um 0:00 Uhr MESZ) in Kingston (Independence Park) \| \| Schiedsrichter: Jorge Pérez ( Mexiko) \| \| Spielbericht \| | Aruba |
| Jamaika                                                                                      | Andre Blake – Alvas Powell, Damion Lowe, Adrian Mariappa, Kemar Lawrence – Brian Brown (71. Maalique Foster), Je-Vaughn Watson, Dever Orgill (57. Javon East), Devon Williams – Alex Marshall (71. Lamar Walker), Shamar Nicholson Cheftrainer: Theodore Whitmore | Eric Abdul – Glenbert Croes, Marlon Pereira, Nickenson Paul (83. Mark Jacobs), Noah Harms – Erik Santos de Gouveia, Leroy Oehlers, Gregor Breinburg, Annuar Kock (46. Josh Gross) – Terence Groothusen, Randell Harrevelt (46. Edward Clarissa) Cheftrainer: Martin Koopman ( Niederlande) | Aruba |
| Jamaika                                                                                      | 1:0 Williams (13.) 2:0 Nicholson (88.) | | Aruba |
| Jamaika                                                                                      | Marshall (39.) | Harms (37.) | Aruba |
| Jamaika                                                                                      | Nicholson verschießt Foulelfmeter (77.) | | Aruba |
| 3. Spieltag                                                                                  | | |       |
| 12. Oktober 2019 um 17:00 Uhr (13. Oktober um 0:00 Uhr MESZ) in Kingston (Independence Park) | | |       |
| Schiedsrichter: Jorge Pérez ( Mexiko)                                                        | | |       |
| Spielbericht                                                                                 | | |       |

### Guyana – Antigua und Barbuda 5:1 (2:0)
| Guyana | Guyana | Antigua und Barbuda | Antigua und Barbuda |
| --- | --- | --- | ------------------- |
| Guyana | \| 4. Spieltag \| \| 14. Oktober 2019 um 20:00 Uhr (15. Oktober um 2:00 Uhr MESZ) in Leonora (Leonora National Track & Field Center) \| \| Schiedsrichter: William Anderson ( Puerto Rico) \| \| Spielbericht \|                                                    | \| 4. Spieltag \| \| 14. Oktober 2019 um 20:00 Uhr (15. Oktober um 2:00 Uhr MESZ) in Leonora (Leonora National Track & Field Center) \| \| Schiedsrichter: William Anderson ( Puerto Rico) \| \| Spielbericht \|                                                                                   | Antigua und Barbuda |
| Guyana | Akel Clarke – Sam Cox , Kevin Layne, Matthew Briggs, Kadell Daniel – Clive Nobrega, Daniel Wilson, Neil Danns, Trayon Bobb (84. Delwin Fraser), Kelsey Benjamin (46. Sheldon Holder) – Emery Welshman (81. Pernell Schultz) Cheftrainer: Márcio Máximo ( Brasilien) | Brent Parker – Tyrique Tonge, Daniel Bowry, Karanja Mack, Leroy Graham (46. Novelle Francis) – Shevorn Phillip, Quinton Griffith , Nathaniel Jarvis – Mervyn Hazelwood, Junior Benjamin (89. Chad Williams), D’Andre Bishop (68. Raheem Deterville) Cheftrainer: Michél Mazingu-Dinzey ( DR Kongo) | Antigua und Barbuda |
| Guyana | 1:0 Bobb (1.) 2:0 Bobb (28.) 3:1 Holder (64.) 4:1 Daniel (77.) 5:1 Schultz (90.+2') | 2:1 Jarvis (47.) | Antigua und Barbuda |
| Guyana | Cox (53.), Nobrega (57.) | Jarvis (90.+3') | Antigua und Barbuda |
| 4. Spieltag | | |                     |
| 14. Oktober 2019 um 20:00 Uhr (15. Oktober um 2:00 Uhr MESZ) in Leonora (Leonora National Track & Field Center) | | |                     |
| Schiedsrichter: William Anderson ( Puerto Rico)                                                                 | | |                     |
| Spielbericht | | |                     |

### Aruba – Jamaika 0:6 (0:4)
| Aruba                                                                                             | Aruba | Jamaika | Jamaika |
| ------------------------------------------------------------------------------------------------- | --- | --- | ------- |
| Aruba                                                                                             | \| 4. Spieltag \| \| 15. Oktober 2019 um 19:00 Uhr (16. Oktober um 1:00 Uhr MESZ) in Willemstad (Stadion Ergilio Hato) \| \| Schiedsrichter: Ricardo Montero ( Costa Rica) \| \| Spielbericht \|                                                                                               | \| 4. Spieltag \| \| 15. Oktober 2019 um 19:00 Uhr (16. Oktober um 1:00 Uhr MESZ) in Willemstad (Stadion Ergilio Hato) \| \| Schiedsrichter: Ricardo Montero ( Costa Rica) \| \| Spielbericht \|                                                                        | Jamaika |
| Aruba                                                                                             | Eric Abdul – Glenbert Croes, Marlon Pereira, Nickenson Paul, Noah Harms (72. Jean-Pierre Heyden) – Leroy Oehlers, Erik Santos de Gouveia, Gregor Breinburg, Edward Clarissa (46. Javier Jiménez) – Josh Gross (46. Annuar Kock), Terence Groothusen Cheftrainer: Martin Koopman ( Niederlande) | Amal Knight – Alvas Powell (54. Fabian McCarthy), Adrian Mariappa, Damion Lowe , Shaun Francis – Shamar Nicholson, Je-Vaughn Watson (46. Andre Lewis), Chavany Willis, Lamar Walker – Maalique Foster (63. Javon East), Junior Flemmings Cheftrainer: Theodore Whitmore | Jamaika |
| Aruba                                                                                             | 0:1 Willis (7., Handelfmeter) 0:2 Foster (17.) 0:3 Walker (19.) 0:4 Nicholson (34.) 0:5 Flemmings (47.) 0:6 Foster (53.) | | Jamaika |
| Aruba                                                                                             | Breinburg (57.) | Mariappa (83.) | Jamaika |
| 4. Spieltag                                                                                       | | |         |
| 15. Oktober 2019 um 19:00 Uhr (16. Oktober um 1:00 Uhr MESZ) in Willemstad (Stadion Ergilio Hato) | | |         |
| Schiedsrichter: Ricardo Montero ( Costa Rica)                                                     | | |         |
| Spielbericht                                                                                      | | |         |

### Antigua und Barbuda – Jamaika 0:2 (0:1)
| Antigua und Barbuda                                                                                        | Antigua und Barbuda | Jamaika | Jamaika |
| --- | --- | --- | ------- |
| Antigua und Barbuda                                                                                        | \| 5. Spieltag \| \| 15. November 2019 um 20:00 Uhr (16. November um 1:00 Uhr MEZ) in North Sound (Sir Vivian Richards Stadium) \| \| Schiedsrichter: Randy Encarnación ( Dominikanische Republik) \| \| Spielbericht \|                                                                               | \| 5. Spieltag \| \| 15. November 2019 um 20:00 Uhr (16. November um 1:00 Uhr MEZ) in North Sound (Sir Vivian Richards Stadium) \| \| Schiedsrichter: Randy Encarnación ( Dominikanische Republik) \| \| Spielbericht \|                                                              | Jamaika |
| Antigua und Barbuda                                                                                        | Molvin James – Tyrique Tonge, Daniel Bowry, Jervez Lee, Shevorn Phillip – Javorn Stevens (80. Carl Osbourne), Quinton Griffith , Kendukar Challenger, Tevaughn Harriette (74. D’Jarie Sheppard) – Junior Benjamin (55. Novelle Francis), D’Andre Bishop Cheftrainer: Michél Mazingu-Dinzey ( DR Kongo) | Amal Knight – Alvas Powell, Adrian Mariappa, Damion Lowe , Shaun Francis – Shamar Nicholson (69. Kevaughn Frater), Je-Vaughn Watson, Chavany Willis, Bobby Decordova-Reid (78. Lamar Walker) – Maalique Foster (69. Peter-Lee Vassell), Ricardo Morris Cheftrainer: Theodore Whitmore | Jamaika |
| Antigua und Barbuda                                                                                        | 0:1 Foster (34.) 0:2 Morris (58.) | | Jamaika |
| Antigua und Barbuda                                                                                        | Griffith (56.) | Francis (32.) | Jamaika |
| 5. Spieltag                                                                                                | | |         |
| 15. November 2019 um 20:00 Uhr (16. November um 1:00 Uhr MEZ) in North Sound (Sir Vivian Richards Stadium) | | |         |
| Schiedsrichter: Randy Encarnación ( Dominikanische Republik)                                               | | |         |
| Spielbericht                                                                                               | | |         |

### Guyana – Aruba 4:2 (2:2)
| Guyana | Guyana | Aruba | Aruba |
| --- | --- | --- | ----- |
| Guyana | \| 5. Spieltag \| \| 15. November 2019 um 21:00 Uhr (16. November um 2:00 Uhr MEZ) in Leonora (Leonora National Track & Field Center) \| \| Schiedsrichter: Kevin Morrison ( Jamaika) \| \| Spielbericht \|                                                                           | \| 5. Spieltag \| \| 15. November 2019 um 21:00 Uhr (16. November um 2:00 Uhr MEZ) in Leonora (Leonora National Track & Field Center) \| \| Schiedsrichter: Kevin Morrison ( Jamaika) \| \| Spielbericht \|                                                                                 | Aruba |
| Guyana | Quillan Roberts – Sam Cox , Terence Vancooten, Matthew Briggs, Callum Harriott (85. Nicholas McArthur) – Keanu Marsh-Brown (66. Vurlon Mills), Clive Nobrega, Daniel Wilson, Kadell Daniel – Trayon Bobb, Emery Welshman (76. Sheldon Holder) Cheftrainer: Márcio Máximo ( Brasilien) | Eric Abdul – Glenbert Croes, Marlon Pereira, Nickenson Paul, Noah Harms (60. Jean-Pierre Heyden) – Francois Croes, Erik Santos de Gouveia (65. Mark Jacobs), Leroy Oehlers, Gregor Breinburg – Joshua John (77. Annuar Kock), Terence Groothusen Cheftrainer: Martin Koopman ( Niederlande) | Aruba |
| Guyana | 1:1 Briggs (7.) 2:2 Harriott (44.) 3:2 Bobb (53.) 4:2 Bobb (73.) | 0:1 G. Croes (2.) 1:2 Breinburg (22., Foulelfmeter) | Aruba |
| Guyana | F. Croes (27.), Oehlers (62.) | | Aruba |
| 5. Spieltag | | |       |
| 15. November 2019 um 21:00 Uhr (16. November um 2:00 Uhr MEZ) in Leonora (Leonora National Track & Field Center) | | |       |
| Schiedsrichter: Kevin Morrison ( Jamaika)                                                                        | | |       |
| Spielbericht | | |       |

### Aruba – Antigua und Barbuda 2:3 (1:1)
| Aruba                                                                                              | Aruba | Antigua und Barbuda | Antigua und Barbuda |
| -------------------------------------------------------------------------------------------------- | --- | --- | ------------------- |
| Aruba                                                                                              | \| 6. Spieltag \| \| 18. November 2019 um 19:00 Uhr (19. November um 0:00 Uhr MEZ) in Willemstad (Stadion Ergilio Hato) \| \| Schiedsrichter: Jorge Pérez ( Mexiko) \| \| Spielbericht \| | \| 6. Spieltag \| \| 18. November 2019 um 19:00 Uhr (19. November um 0:00 Uhr MEZ) in Willemstad (Stadion Ergilio Hato) \| \| Schiedsrichter: Jorge Pérez ( Mexiko) \| \| Spielbericht \| | Antigua und Barbuda |
| Aruba                                                                                              | Eric Abdul – Glenbert Croes, Marlon Pereira, Nickenson Paul, Noah Harms – Josh Gross (83. Jean-Pierre Heyden), Mark Jacobs, Erik Santos de Gouveia (56. Annuar Kock), Gregor Breinburg – Terence Groothusen (67. Owen van der Wijne), Joshua John Cheftrainer: Martin Koopman ( Niederlande) | Molvin James – Tyrique Tonge, Daniel Bowry, Jervez Lee, Leroy Graham – Javorn Stevens, Kendukar Challenger (59. Mervyn Hazelwood), Shevorn Phillip, Tevaughn Harriette (46. Novelle Francis) – Junior Benjamin, D’Andre Bishop (82. Carl Osbourne) Cheftrainer: Michél Mazingu-Dinzey ( DR Kongo) | Antigua und Barbuda |
| Aruba                                                                                              | 1:0 John (20.) 2:1 Harms (76.) | 1:1 Benjamin (36.) 2:2 Harms (82., Eigentor) 2:3 Bowry (84.) | Antigua und Barbuda |
| Aruba                                                                                              | Croes (51.) | Bishop (58.), Osbourne (89.) | Antigua und Barbuda |
| Aruba                                                                                              | Paul (62.) | | Antigua und Barbuda |
| 6. Spieltag                                                                                        | | |                     |
| 18. November 2019 um 19:00 Uhr (19. November um 0:00 Uhr MEZ) in Willemstad (Stadion Ergilio Hato) | | |                     |
| Schiedsrichter: Jorge Pérez ( Mexiko)                                                              | | |                     |
| Spielbericht                                                                                       | | |                     |

### Jamaika – Guyana 1:1 (0:1)
| Jamaika                                                                                                   | Jamaika | Guyana | Guyana |
| --- | --- | --- | ------ |
| Jamaika                                                                                                   | \| 6. Spieltag \| \| 18. November 2019 um 20:00 Uhr (19. November um 2:00 Uhr MEZ) in Montego Bay (Montego Bay Sports Complex) \| \| Schiedsrichter: Keylor Herrera ( Costa Rica) \| \| Spielbericht \|                                                                            | \| 6. Spieltag \| \| 18. November 2019 um 20:00 Uhr (19. November um 2:00 Uhr MEZ) in Montego Bay (Montego Bay Sports Complex) \| \| Schiedsrichter: Keylor Herrera ( Costa Rica) \| \| Spielbericht \|                                                                                 | Guyana |
| Jamaika                                                                                                   | Akeem Chambers – Alvas Powell, Adrian Mariappa , Ajeanie Talbott, Shaun Francis – Kevaughn Isaacs, Chavany Willis, Ricardo Morris, Bobby Decordova-Reid (65. Brian Brown) – Peter-Lee Vassell (75. Lamar Walker), Javon East (85. Shamar Nicholson) Cheftrainer: Theodore Whitmore | Quillan Roberts – Sam Cox , Terence Vancooten, Matthew Briggs, Callum Harriott (73. Vurlon Mills) – Keanu Marsh-Brown (86. Nicholas McArthur), Clive Nobrega, Daniel Wilson, Kadell Daniel – Trayon Bobb (82. Anthony Benfield), Emery Welshman Cheftrainer: Márcio Máximo ( Brasilien) | Guyana |
| Jamaika                                                                                                   | 1:1 East (50.) | 0:1 Welshman (45.) | Guyana |
| 6. Spieltag                                                                                               | | |        |
| 18. November 2019 um 20:00 Uhr (19. November um 2:00 Uhr MEZ) in Montego Bay (Montego Bay Sports Complex) | | |        |
| Schiedsrichter: Keylor Herrera ( Costa Rica)                                                              | | |        |
| Spielbericht                                                                                              | | |        |

## Gruppe 4
| Pl. | Land                           | Sp. | S | U | N | Tore    | Diff. | Punkte |
| --- | ------------------------------ | --- | - | - | - | ------- | ----- | ------ |
| 1.  | Suriname                       | 6   | 4 | 1 | 1 | 016:500 | +11   | 13     |
| 2.  | St. Vincent und die Grenadinen | 6   | 3 | 2 | 1 | 006:400 | +2    | 11     |
| 3.  | Nicaragua                      | 6   | 2 | 1 | 3 | 009:110 | −2    | 07     |
| 4.  | Dominica                       | 6   | 1 | 0 | 5 | 003:140 | −11   | 03     |

### Dominica – Suriname 1:2 (1:1)
| Dominica                                                                 | Dominica | Suriname | Suriname |
| ------------------------------------------------------------------------ | --- | --- | -------- |
| Dominica                                                                 | \| 1. Spieltag \| \| 5. September 2019 um 15:00 Uhr (21:00 Uhr MESZ) in Roseau (Windsor Park) \| \| Schiedsrichter: Jamar Springer ( Barbados) \| \| Spielbericht \| | \| 1. Spieltag \| \| 5. September 2019 um 15:00 Uhr (21:00 Uhr MESZ) in Roseau (Windsor Park) \| \| Schiedsrichter: Jamar Springer ( Barbados) \| \| Spielbericht \| | Suriname |
| Dominica                                                                 | Glenson Prince – Erskim Williams (76. Curdel Joseph), Euclid Bertrand, Malcolm Joseph, Hubert Prince – Javid George, Sidney Lockhart, Anfernee Frederick (70. Davorn George), Chad Bertrand, Briel Thomas – Julian Wade (62. Audel Laville) Cheftrainer: Rajesh Latchoo ( Trinidad und Tobago) | Claidel Kohinor – Miquel Darson (55. Ivanildo Misidjan), Ronaldo Kemble (79. Albert Nibte), Anduelo Amoeferie – Ervin Tjon-A-Loi, Sergino Eduard, Brian Elshot, Roscello Vlijter – Ivenzo Comvalius (56. Donnegy Fer), Gilberto Cronie, Gleofilo Vlijter Cheftrainer: Dean Gorré | Suriname |
| Dominica                                                                 | 1:1 Frederick (23.) | 0:1 G. Vlijter (7.) 1:2 G. Vlijter (90.) | Suriname |
| Dominica                                                                 | Thomas (35.) | | Suriname |
| 1. Spieltag                                                              | | |          |
| 5. September 2019 um 15:00 Uhr (21:00 Uhr MESZ) in Roseau (Windsor Park) | | |          |
| Schiedsrichter: Jamar Springer ( Barbados)                               | | |          |
| Spielbericht                                                             | | |          |

### Nicaragua – St. Vincent und die Grenadinen 1:1 (0:1)
| Nicaragua                                                                                              | Nicaragua | St. Vincent und die Grenadinen | St. Vincent und die Grenadinen |
| --- | --- | --- | ------------------------------ |
| Nicaragua                                                                                              | \| 1. Spieltag \| \| 5. September 2019 um 18:00 Uhr (6. September um 2:00 Uhr MESZ) in Managua (Estadio Nacional de Fútbol) \| \| Schiedsrichter: Walter López ( Guatemala) \| \| Spielbericht \|                                                                                 | \| 1. Spieltag \| \| 5. September 2019 um 18:00 Uhr (6. September um 2:00 Uhr MESZ) in Managua (Estadio Nacional de Fútbol) \| \| Schiedsrichter: Walter López ( Guatemala) \| \| Spielbericht \|                                                                         | St. Vincent und die Grenadinen |
| Nicaragua                                                                                              | Henry Maradiaga – Manuel Rosas, René Huete, Marvin Fletes, Francisco Flores (90.+7' Abner Acuña) – Josué Quijano, Juan Barrera , Kevin Serapio, Jaime Moreno – Brandon Ayerdis (77. Richard Rodríguez), Jorge Betancur (74. Aarón Chávez) Cheftrainer: Henry Duarte ( Costa Rica) | Dwayne Sandy – Camal Bess, Jahvin Sutherland, Chevron McLean (75. Brad Richards), Jamal Yorke – Akeem Williams, Chavel Cunningham, Diel Spring, Oalex Anderson (76. Mark Browne) – Cornelius Stewart , Nazir McBurnette (83. Nical Stephens) Cheftrainer: Kendale Mercury | St. Vincent und die Grenadinen |
| Nicaragua                                                                                              | 1:1 (87., Eigentor) | 0:1 Anderson (45.+2') | St. Vincent und die Grenadinen |
| Nicaragua                                                                                              | Barrera (36.), Huete (66.) | Sandy (84.), Stephens (90.+7') | St. Vincent und die Grenadinen |
| 1. Spieltag                                                                                            | | |                                |
| 5. September 2019 um 18:00 Uhr (6. September um 2:00 Uhr MESZ) in Managua (Estadio Nacional de Fútbol) | | |                                |
| Schiedsrichter: Walter López ( Guatemala)                                                              | | |                                |
| Spielbericht                                                                                           | | |                                |

### St. Vincent und die Grenadinen – Dominica 1:0 (1:0)
| St. Vincent und die Grenadinen                                                    | St. Vincent und die Grenadinen | Dominica | Dominica |
| --------------------------------------------------------------------------------- | --- | --- | -------- |
| St. Vincent und die Grenadinen                                                    | \| 2. Spieltag \| \| 8. September 2019 um 15:00 Uhr (21:00 Uhr MESZ) in Kingstown (Arnos Vale Stadium) \| \| Schiedsrichter: Sherwin Johnson ( Guyana) \| \| Spielbericht \|                                                                                             | \| 2. Spieltag \| \| 8. September 2019 um 15:00 Uhr (21:00 Uhr MESZ) in Kingstown (Arnos Vale Stadium) \| \| Schiedsrichter: Sherwin Johnson ( Guyana) \| \| Spielbericht \| | Dominica |
| St. Vincent und die Grenadinen                                                    | Cklon McKie – Nical Stephens, Camal Bess (62. Chevron McLean), Jahvin Sutherland, Jamal Yorke – Dorren Hamlett (72. Brad Richards), Diel Spring, Chavel Cunningham – Cornelius Stewart , Azinho Solomon, Mark Browne (46. Nazir McBurnette) Cheftrainer: Kendale Mercury | Glenson Prince – Erskim Williams, Malcolm Joseph, Euclid Bertrand, Donan Jervier – Anfernee Frederick (66. Sidney Lockhart), Chad Bertrand, Briel Thomas – Julian Wade, Reon Cuffy (51. Javid George), Audel Laville (82. Ajaya Royer) Cheftrainer: Rajesh Latchoo ( Trinidad und Tobago) | Dominica |
| St. Vincent und die Grenadinen                                                    | 1:0 Cunningham (45.+2') | | Dominica |
| St. Vincent und die Grenadinen                                                    | Royer (84.) | | Dominica |
| 2. Spieltag                                                                       | | |          |
| 8. September 2019 um 15:00 Uhr (21:00 Uhr MESZ) in Kingstown (Arnos Vale Stadium) | | |          |
| Schiedsrichter: Sherwin Johnson ( Guyana)                                         | | |          |
| Spielbericht                                                                      | | |          |

### Suriname – Nicaragua 6:0 (4:0)
| Suriname                                                                                                | Suriname | Nicaragua | Nicaragua |
| --- | --- | --- | --------- |
| Suriname                                                                                                | \| 2. Spieltag \| \| 8. September 2019 um 19:00 Uhr (9. September um 0:00 Uhr MESZ) in Paramaribo (André-Kamperveen-Stadion) \| \| Schiedsrichter: Bryan López ( Guatemala) \| \| Spielbericht \|                                                                             | \| 2. Spieltag \| \| 8. September 2019 um 19:00 Uhr (9. September um 0:00 Uhr MESZ) in Paramaribo (André-Kamperveen-Stadion) \| \| Schiedsrichter: Bryan López ( Guatemala) \| \| Spielbericht \|                                                                                  | Nicaragua |
| Suriname                                                                                                | Claidel Kohinor – Ivanildo Misidjan, Miquel Darson, Anduelo Amoeferie (82. Zerguinho Deira), Albert Nibte, Ronaldo Kemble – Sergino Eduard, Brian Elshot (67. Roscello Vlijter), Donnegy Fer – Ivenzo Comvalius, Gleofilo Vlijter (75. Renzo Akrosie) Cheftrainer: Dean Gorré | Henry Maradiaga – Josué Quijano, Carlos Montenegro, René Huete (36. Brandon Ayerdis), Francisco Flores (70. Ulises Pozo) – Kevin Serapio, Manuel Rosas, Richard Rodríguez – Jorge Betancur, Jaime Moreno (81. Marvin Fletes), Juan Barrera Cheftrainer: Henry Duarte ( Costa Rica) | Nicaragua |
| Suriname                                                                                                | 1:0 G. Vlijter (9.) 2:0 G. Vlijter (11.) 3:0 Fer (13.) 4:0 G. Vlijter (30.) 5:0 G. Vlijter (65.) 6:0 Comvalius (85.) | | Nicaragua |
| Suriname                                                                                                | Amoeferie (43.), Kemble (87.) | Moreno (55.) | Nicaragua |
| 2. Spieltag                                                                                             | | |           |
| 8. September 2019 um 19:00 Uhr (9. September um 0:00 Uhr MESZ) in Paramaribo (André-Kamperveen-Stadion) | | |           |
| Schiedsrichter: Bryan López ( Guatemala)                                                                | | |           |
| Spielbericht                                                                                            | | |           |

### St. Vincent und die Grenadinen – Suriname 2:2 (0:1)
| St. Vincent und die Grenadinen                                                   | St. Vincent und die Grenadinen | Suriname | Suriname |
| -------------------------------------------------------------------------------- | --- | --- | -------- |
| St. Vincent und die Grenadinen                                                   | \| 3. Spieltag \| \| 11. Oktober 2019 um 15:00 Uhr (21:00 Uhr MESZ) in Kingstown (Arnos Vale Stadium) \| \| Schiedsrichter: Walter López ( Guatemala) \| \| Spielbericht \|                                                                                              | \| 3. Spieltag \| \| 11. Oktober 2019 um 15:00 Uhr (21:00 Uhr MESZ) in Kingstown (Arnos Vale Stadium) \| \| Schiedsrichter: Walter López ( Guatemala) \| \| Spielbericht \|                                                                             | Suriname |
| St. Vincent und die Grenadinen                                                   | Dwayne Sandy – Akeem Williams, Jahvin Sutherland, Jamal Yorke, Camal Bess – Nazir McBurnette (56. Brad Richards), Diel Spring, Azinho Solomon (58. Zenroy Lee) – Cornelius Stewart , Chavel Cunningham, Oalex Anderson (86. Nical Stephens) Cheftrainer: Kendale Mercury | Claidel Kohinor – Albert Nibte, Ronaldo Kemble, Ervin Tjon-A-Loi, Anduelo Amoeferie – Ivenzo Comvalius, Miquel Darson, Sergino Eduard, Gilberto Cronie (62. Donnegy Fer) – Dimitrie Apai, Gleofilo Vlijter (89. Abraham Graves) Cheftrainer: Dean Gorré | Suriname |
| St. Vincent und die Grenadinen                                                   | 1:2 Stewart (58.) 2:2 Stewart (90.+5', Foulelfmeter) | 0:1 Vlijter (26.) 0:2 Vlijter (53.) | Suriname |
| St. Vincent und die Grenadinen                                                   | McBurnette (51.) | Kemble (60.) | Suriname |
| 3. Spieltag                                                                      | | |          |
| 11. Oktober 2019 um 15:00 Uhr (21:00 Uhr MESZ) in Kingstown (Arnos Vale Stadium) | | |          |
| Schiedsrichter: Walter López ( Guatemala)                                        | | |          |
| Spielbericht                                                                     | | |          |

### Nicaragua – Dominica 3:1 (2:0)
| Nicaragua                                                                                            | Nicaragua | Dominica | Dominica |
| --- | --- | --- | -------- |
| Nicaragua                                                                                            | \| 3. Spieltag \| \| 11. Oktober 2019 um 20:00 Uhr (12. Oktober um 4:00 Uhr MESZ) in Managua (Estadio Nacional de Fútbol) \| \| Schiedsrichter: Nelson Salgado ( Honduras) \| \| Spielbericht \|                                                                      | \| 3. Spieltag \| \| 11. Oktober 2019 um 20:00 Uhr (12. Oktober um 4:00 Uhr MESZ) in Managua (Estadio Nacional de Fútbol) \| \| Schiedsrichter: Nelson Salgado ( Honduras) \| \| Spielbericht \|                                                                               | Dominica |
| Nicaragua                                                                                            | Bryan Rodríguez – Camphers Pérez, Manuel Rosas , Bismarck Montiel, Francisco Flores – Richard Rodríguez, Juan Barrera (27. Jorge Betancur), Kevin Serapio – Byron Bonilla, Ulises Rayo (90.+2' Ulises Pozo), Carlos Chavarría Cheftrainer: Henry Duarte ( Costa Rica) | Glenson Prince – Erskim Williams, Malcolm Joseph, Euclid Bertrand – Sidney Lockhart, Anfernee Frederick (59. Nick Anthony), Travist Joseph (84. Sharmia Dangleben), Chad Bertrand, Briel Thomas – Javid George, Julian Wade Cheftrainer: Rajesh Latchoo ( Trinidad und Tobago) | Dominica |
| Nicaragua                                                                                            | 1:0 Chavarría (7.) 2:0 Chavarría (41.) 3:0 Rayo (90.+1') | 3:1 Wade (90.+3') | Dominica |
| Nicaragua                                                                                            | Rosas (60.) | Thomas (21.), T. Joseph (49.), C. Bertrand (58.) | Dominica |
| 3. Spieltag                                                                                          | | |          |
| 11. Oktober 2019 um 20:00 Uhr (12. Oktober um 4:00 Uhr MESZ) in Managua (Estadio Nacional de Fútbol) | | |          |
| Schiedsrichter: Nelson Salgado ( Honduras)                                                           | | |          |
| Spielbericht                                                                                         | | |          |

### Dominica – Nicaragua 0:4 (0:1)
| Dominica                                                                | Dominica | Nicaragua | Nicaragua |
| ----------------------------------------------------------------------- | --- | --- | --------- |
| Dominica                                                                | \| 4. Spieltag \| \| 14. Oktober 2019 um 15:00 Uhr (21:00 Uhr MESZ) in Roseau (Windsor Park) \| \| Schiedsrichter: Kimbell Ward ( St. Kitts und Nevis) \| \| Spielbericht \| | \| 4. Spieltag \| \| 14. Oktober 2019 um 15:00 Uhr (21:00 Uhr MESZ) in Roseau (Windsor Park) \| \| Schiedsrichter: Kimbell Ward ( St. Kitts und Nevis) \| \| Spielbericht \| | Nicaragua |
| Dominica                                                                | Glenson Prince – Erskim Williams, Malcolm Joseph, Euclid Bertrand – Donan Jervier (64. Randolph Peltier), Chad Bertrand, Arlington Fritz (43. Nick Anthony), Anfernee Frederick, Christon Bernard (73. Javid George) – Julian Wade, Travist Joseph Cheftrainer: Rajesh Latchoo ( Trinidad und Tobago) | Bryan Rodríguez – Manuel Rosas (74. Jorge Ellis), Bismarck Montiel, Richard Rodríguez, Francisco Flores – Camphers Pérez, Kevin Serapio (90.+2' Wilder Wilson), Byron Bonilla, Carlos Chavarría – Jorge Betancur (90.+1' Ricardo Mendieta), Ulises Rayo Cheftrainer: Henry Duarte ( Costa Rica) | Nicaragua |
| Dominica                                                                | 0:1 Chavarría (42.) 0:2 Bonilla (71.) 0:3 Bonilla (84., Foulelfmeter) 0:4 Mendieta (90.+2') | | Nicaragua |
| Dominica                                                                | Jervier (26.) | Montiel (60.), Rodríguez (77.), Wilson (90.+5') | Nicaragua |
| Dominica                                                                | Anthony (63.) | | Nicaragua |
| 4. Spieltag                                                             | | |           |
| 14. Oktober 2019 um 15:00 Uhr (21:00 Uhr MESZ) in Roseau (Windsor Park) | | |           |
| Schiedsrichter: Kimbell Ward ( St. Kitts und Nevis)                     | | |           |
| Spielbericht                                                            | | |           |

### Suriname – St. Vincent und die Grenadinen 0:1 (0:0)
| Suriname                                                                                              | Suriname | St. Vincent und die Grenadinen | St. Vincent und die Grenadinen |
| --- | --- | --- | ------------------------------ |
| Suriname                                                                                              | \| 4. Spieltag \| \| 14. Oktober 2019 um 20:00 Uhr (15. Oktober um 1:00 Uhr MESZ) in Paramaribo (André-Kamperveen-Stadion) \| \| Schiedsrichter: Oliver Vergara ( Panama) \| \| Spielbericht \|                                                                                     | \| 4. Spieltag \| \| 14. Oktober 2019 um 20:00 Uhr (15. Oktober um 1:00 Uhr MESZ) in Paramaribo (André-Kamperveen-Stadion) \| \| Schiedsrichter: Oliver Vergara ( Panama) \| \| Spielbericht \|                                                                         | St. Vincent und die Grenadinen |
| Suriname                                                                                              | Claidel Kohinor – Ivanildo Misidjan, Albert Nibte, Ervin Tjon-A-Loi, Anduelo Amoeferie – Miquel Darson (46. Abraham Graves), Sergino Eduard (88. Renzo Akrosie), Ivenzo Comvalius, Gleofilo Vlijter – Dimitrie Apai (68. Roscello Vlijter), Gilberto Cronie Cheftrainer: Dean Gorré | Dwayne Sandy – Akeem Williams, Camal Bess, Nical Stephens (46. Brad Richards), Jamal Yorke – Jahvin Sutherland, Chevron McLean (60. Dorren Hamlett), Diel Spring, Chavel Cunningham – Cornelius Stewart , Mark Browne (76. Oalex Anderson) Cheftrainer: Kendale Mercury | St. Vincent und die Grenadinen |
| Suriname                                                                                              | 0:1 Stewart (68.) | | St. Vincent und die Grenadinen |
| Suriname                                                                                              | Eduard (38.), Comvalius (87.) | McLean (24.), Stephens (42.), Williams (86.) | St. Vincent und die Grenadinen |
| 4. Spieltag                                                                                           | | |                                |
| 14. Oktober 2019 um 20:00 Uhr (15. Oktober um 1:00 Uhr MESZ) in Paramaribo (André-Kamperveen-Stadion) | | |                                |
| Schiedsrichter: Oliver Vergara ( Panama)                                                              | | |                                |
| Spielbericht                                                                                          | | |                                |

### St. Vincent und die Grenadinen – Nicaragua 1:0 (0:0)
| St. Vincent und die Grenadinen                                                   | St. Vincent und die Grenadinen | Nicaragua | Nicaragua |
| -------------------------------------------------------------------------------- | --- | --- | --------- |
| St. Vincent und die Grenadinen                                                   | \| 5. Spieltag \| \| 15. November 2019 um 15:00 Uhr (20:00 Uhr MEZ) in Kingstown (Arnos Vale Stadium) \| \| Schiedsrichter: Reon Radix ( Grenada) \| \| Spielbericht \| | \| 5. Spieltag \| \| 15. November 2019 um 15:00 Uhr (20:00 Uhr MEZ) in Kingstown (Arnos Vale Stadium) \| \| Schiedsrichter: Reon Radix ( Grenada) \| \| Spielbericht \| | Nicaragua |
| St. Vincent und die Grenadinen                                                   | Dwayne Sandy – Jamal Yorke, Derron Rouse, Akeem Williams, Jahvin Sutherland – Diel Spring (71. Brad Richards), Mark Browne, Nazir McBurnette, Oalex Anderson (62. Chavel Cunningham) – Azinho Solomon (84. Dorren Hamlett), Cornelius Stewart Cheftrainer: Kendale Mercury | Bryan Rodríguez – Bismarck Montiel (80. Ulises Rayo), Kevin Serapio, Manuel Rosas , Francisco Flores – Camphers Pérez, Richard Rodríguez, Byron Bonilla (62. Ricardo Mendieta), Carlos Chavarría (62. Henry García) – Jaime Moreno, Jorge Betancur Cheftrainer: Henry Duarte ( Costa Rica) | Nicaragua |
| St. Vincent und die Grenadinen                                                   | 1:0 Sutherland (60.) | | Nicaragua |
| St. Vincent und die Grenadinen                                                   | Sutherland (34.) | Bonilla (57.), Flores (90.) | Nicaragua |
| 5. Spieltag                                                                      | | |           |
| 15. November 2019 um 15:00 Uhr (20:00 Uhr MEZ) in Kingstown (Arnos Vale Stadium) | | |           |
| Schiedsrichter: Reon Radix ( Grenada)                                            | | |           |
| Spielbericht                                                                     | | |           |

### Suriname – Dominica 4:0 (1:0)
| Suriname                                                                                                | Suriname | Dominica | Dominica |
| --- | --- | --- | -------- |
| Suriname                                                                                                | \| 5. Spieltag \| \| 15. November 2019 um 19:00 Uhr (16. November um 23:00 Uhr MEZ) in Paramaribo (André-Kamperveen-Stadion) \| \| Schiedsrichter: Sherwin Johnson ( Guyana) \| \| Spielbericht \|                                                                                    | \| 5. Spieltag \| \| 15. November 2019 um 19:00 Uhr (16. November um 23:00 Uhr MEZ) in Paramaribo (André-Kamperveen-Stadion) \| \| Schiedsrichter: Sherwin Johnson ( Guyana) \| \| Spielbericht \|                                                                                            | Dominica |
| Suriname                                                                                                | Claidel Kohinor – Ivanildo Misidjan, Albert Nibte, Sergino Eduard (71. Abraham Graves), Anduelo Amoeferie – Ivenzo Comvalius (67. Gilberto Cronie), Miquel Darson, Dimitrie Apai, Ervin Tjon-A-Loi (46. Ronaldo Kemble) – Gleofilo Vlijter, Nigel Hasselbaink Cheftrainer: Dean Gorré | Glenson Prince – Ajaya Royer (59. Javid George), Erskim Williams, Malcolm Joseph, Sidney Lockhart – Travist Joseph, Donan Jervier (88. Audel Laville), Chad Bertrand, Anfernee Frederick (75. Euclid Bertrand) – Julian Wade, Briel Thomas Cheftrainer: Rajesh Latchoo ( Trinidad und Tobago) | Dominica |
| Suriname                                                                                                | 1:0 Apai (15.) 2:0 Vlijter (60.) 3:0 Vlijter (74.) 4:0 Apai (88.) | | Dominica |
| Suriname                                                                                                | Hasselbaink (71.) | | Dominica |
| Suriname                                                                                                | Prince hält Foulelfmeter von Vlijter (41.) | | Dominica |
| 5. Spieltag                                                                                             | | |          |
| 15. November 2019 um 19:00 Uhr (16. November um 23:00 Uhr MEZ) in Paramaribo (André-Kamperveen-Stadion) | | |          |
| Schiedsrichter: Sherwin Johnson ( Guyana)                                                               | | |          |
| Spielbericht                                                                                            | | |          |

### Dominica – St. Vincent und die Grenadinen 1:0 (0:0)
| Dominica                                                                | Dominica | St. Vincent und die Grenadinen | St. Vincent und die Grenadinen |
| ----------------------------------------------------------------------- | --- | --- | ------------------------------ |
| Dominica                                                                | \| 6. Spieltag \| \| 18. November 2019 um 15:00 Uhr (20:00 Uhr MEZ) in Roseau (Windsor Park) \| \| Schiedsrichter: Ricangel de Leça ( Aruba) \| \| Spielbericht \| | \| 6. Spieltag \| \| 18. November 2019 um 15:00 Uhr (20:00 Uhr MEZ) in Roseau (Windsor Park) \| \| Schiedsrichter: Ricangel de Leça ( Aruba) \| \| Spielbericht \| | St. Vincent und die Grenadinen |
| Dominica                                                                | Glenson Prince – Ajaya Royer (84. Euclid Bertrand), Erskim Williams, Malcolm Joseph, Sidney Lockhart – Travist Joseph (67. Audel Laville), Donan Jervier, Chad Bertrand, Anfernee Frederick (90.+1' Michael Gasper) – Briel Thomas, Julian Wade Cheftrainer: Rajesh Latchoo ( Trinidad und Tobago) | Dwayne Sandy – Jamal Yorke, Derron Rouse, Jahvin Sutherland, Akeem Williams – Kishawn Johnny (79. Azinho Solomon), Dorren Hamlett (46. Brad Richards), Chavel Cunningham, Nazir McBurnette – Seaqueam Millington (69. Mark Browne), Cornelius Stewart Cheftrainer: Kendale Mercury | St. Vincent und die Grenadinen |
| Dominica                                                                | 1:0 Laville (71.) | | St. Vincent und die Grenadinen |
| Dominica                                                                | C. Bertrand (24.), Frederick (29.), Royer (83.), Thomas (90.+2') | Hamlett (39.) | St. Vincent und die Grenadinen |
| 6. Spieltag                                                             | | |                                |
| 18. November 2019 um 15:00 Uhr (20:00 Uhr MEZ) in Roseau (Windsor Park) | | |                                |
| Schiedsrichter: Ricangel de Leça ( Aruba)                               | | |                                |
| Spielbericht                                                            | | |                                |

### Nicaragua – Suriname 1:2 (0:1)
| Nicaragua                                                                                             | Nicaragua | Suriname | Suriname |
| --- | --- | --- | -------- |
| Nicaragua                                                                                             | \| 6. Spieltag \| \| 18. November 2019 um 21:00 Uhr (19. November um 4:00 Uhr MEZ) in Managua (Estadio Nacional de Fútbol) \| \| Schiedsrichter: Patrick Senecharles ( Haiti) \| \| Spielbericht \|                                                                                       | \| 6. Spieltag \| \| 18. November 2019 um 21:00 Uhr (19. November um 4:00 Uhr MEZ) in Managua (Estadio Nacional de Fútbol) \| \| Schiedsrichter: Patrick Senecharles ( Haiti) \| \| Spielbericht \|                                                                                 | Suriname |
| Nicaragua                                                                                             | Bryan Rodríguez – Camphers Pérez, Rigoberto Fuentes, Manuel Rosas , Francisco Flores – Kevin Serapio, Richard Rodríguez, Armando Goufas (46. Henry García), Carlos Chavarría (80. Ulises Rayo) – Jaime Moreno, Jorge Betancur (46. Byron Bonilla) Cheftrainer: Henry Duarte ( Costa Rica) | Claidel Kohinor – Ivanildo Misidjan (72. Abraham Graves), Albert Nibte, Sergino Eduard, Anduelo Amoeferie – Ivenzo Comvalius, Miquel Darson, Dimitrie Apai (90.+6' Donnegy Fer), Ronaldo Kemble – Gleofilo Vlijter (88. Zerguinho Deira), Nigel Hasselbaink Cheftrainer: Dean Gorré | Suriname |
| Nicaragua                                                                                             | 1:2 Fuentes (60.) | 0:1 Comvalius (21.) 0:2 Hasselbaink (53.) | Suriname |
| Nicaragua                                                                                             | Rosas (76.), Bonilla (90.+4') | Kohinor (61.), Misidjan (64.), Darson (84.), Eduard (86.), Graves (90.+6') | Suriname |
| 6. Spieltag                                                                                           | | |          |
| 18. November 2019 um 21:00 Uhr (19. November um 4:00 Uhr MEZ) in Managua (Estadio Nacional de Fútbol) | | |          |
| Schiedsrichter: Patrick Senecharles ( Haiti)                                                          | | |          |
| Spielbericht                                                                                          | | |          |